# Danh sách Anh hùng Lực lượng vũ trang nhân dân

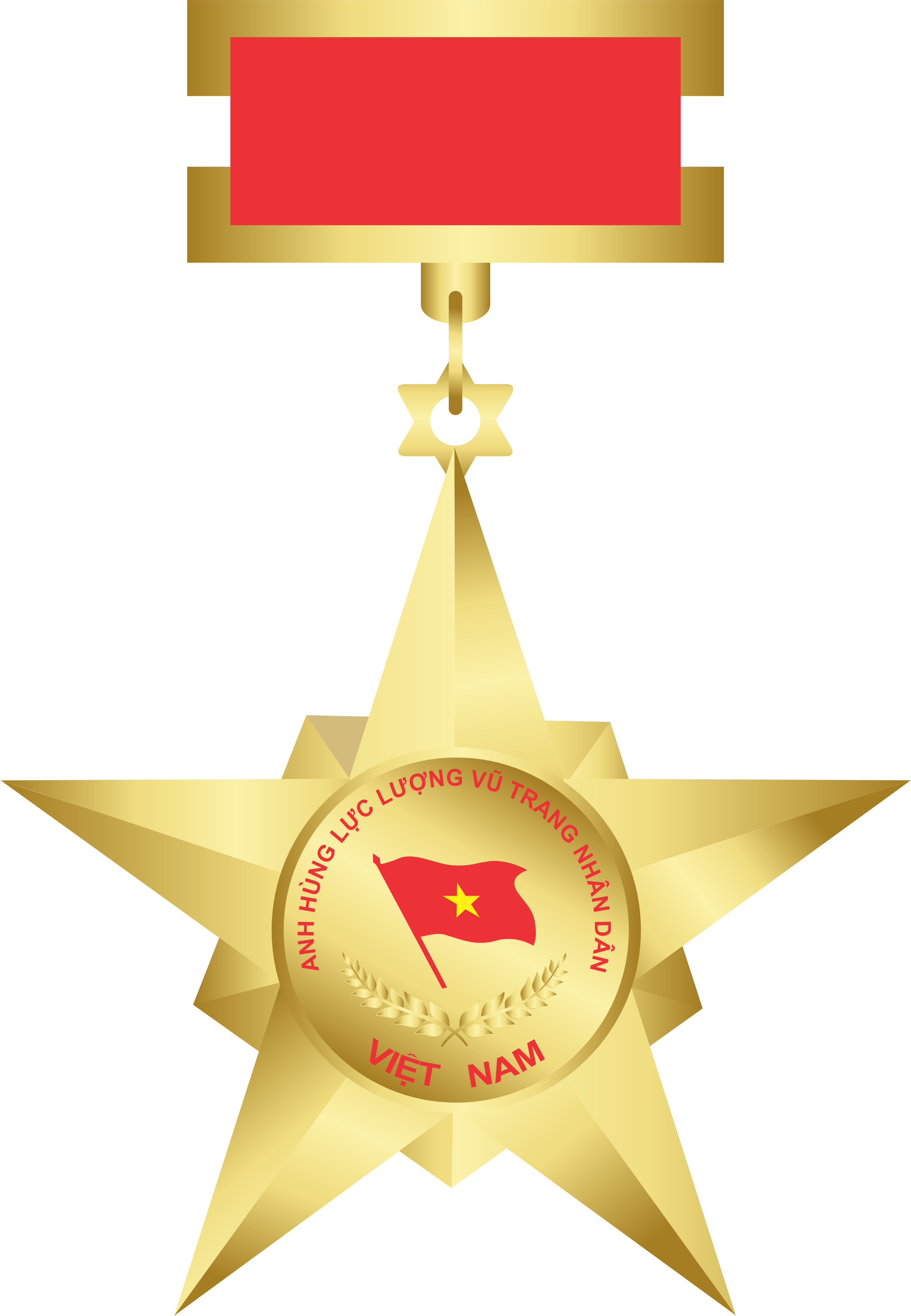
Huy hiệu Anh hùng Lực lượng vũ trang nhân dân

Danh sách Anh hùng Lực lượng vũ trang nhân dân là danh sách những cá nhân, tập thể được nhà nước Việt Nam phong tặng danh hiệu Anh hùng Lực lượng vũ trang nhân dân – danh hiệu vinh dự cao nhất của nhà nước Việt Nam Dân chủ Cộng hòa trước đây và Cộng hòa Xã hội chủ nghĩa Việt Nam hiện nay. Danh sách được sắp xếp theo thứ tự năm trao tặng.

## Tổng quan chung
Tính đến năm 2006, đã có 1289 người được tuyên dương Anh hùng lực lượng vũ trang nhân dân: 148 trong Kháng Chiến Chống Pháp, 859 trong Kháng chiến chống Mỹ, 279 trong các cuộc chiến khác. Trong số đó, 160 anh hùng là nữ và 163 anh hùng là người dân tộc thiểu số.
Nguyễn Văn Lập (tên khai sinh Kostas Sarantidis, tiếng Hy Lạp: Κώστας Σαραντίδης) là chiến sĩ nước ngoài duy nhất từng được phong tặng danh hiệu này.

## Danh sách các cá nhân được tặng, truy tặng danh hiệu trong kháng chiến chống Pháp
Đại hội chiến sĩ thi đua và cán bộ gương mẫu toàn quốc lần đầu tiên diễn ra vào tháng 5 năm 1952 tại Việt Bắc đã nêu khái niệm đầu tiên về danh hiệu "Anh hùng chiến đấu". Sau kỳ đại hội này, Chủ tịch Hồ Chí Minh đã ký sắc lệnh 107/SL tặng danh hiệu anh hùng cho 7 cá nhân, trong đó có 4 Anh hùng quân đội và 3 Anh hùng lao động. Ngoài ra Đại hội dành một số Huân chương và danh hiệu Anh hùng cho các chiến sĩ Thi đua ở Nam Bộ không đến dự được. Đến tháng 2 năm 1953, tại Đại hội chiến sĩ thi đua miền Tây Nam Bộ, chiến sĩ du kích Nguyễn Văn Song được bầu là Anh hùng quân đội.
Sau chiến thắng Điện Biên Phủ, ngày 31 tháng 8 năm 1955, Bộ Quốc phòng tổ chức trọng thể lễ tuyên dương danh hiệu "Anh hùng quân đội" lần thứ hai. Trong đợt này có 26 cán bộ, chiến sĩ (8 đồng chí là liệt sĩ) được phong tặng và truy tặng Anh hùng. Chủ tịch Hồ Chí Minh đến dự và phát biểu tại lễ tuyên dương.
Ngày 7 tháng 5 năm 1956, Chính phủ tổ chức lễ tuyên dương Anh hùng lần thứ ba, tặng thưởng danh hiệu Anh hùng cho 43 cán bộ, chiến sĩ xuất sắc trong toàn quân, anh hùng Phạm Minh Đức - người đã hy sinh khi giúp nhân dân tránh bão tại huyện Kiến An, Hải Phòng năm 1955 là anh hùng được tuyên dương đầu tiên trong thời kỳ hòa bình xây dựng đất nước ở miền Bắc. Chủ tịch Hồ Chí Minh đến dự và phát biểu tại lễ tuyên dương.
| TT | Họ và tên                                                            | Năm  | Năm      | Dân tộc | Quê quán       | Năm phong, truy phong | Chức vụ và thành tích |
| TT | Họ và tên                                                            | Sinh | Mất      | Dân tộc | Quê quán       | Năm phong, truy phong | Chức vụ và thành tích |
| -- | -------------------------------------------------------------------- | ---- | -------- | ------- | -------------- | --------------------- | --- |
| 1  | Cù Chính Lan                                                         | 1930 | 1951     | Kinh    | Nghệ An        | 19/05/1952            | Liệt sĩ, hy sinh ngày 28/12/1951 trong trận đồn Cô Tô chiến dịch Hoà Bình, truy tặng Anh hùng. Trước đó hơn 2 tuần, anh còn một mình đuổi xe tăng Pháp, nhảy lên thành xe, ném lựu đạn vào buồng lái để tiêu diệt xe trong trận tấn công cứ điểm Giang Mỗ.                                              |
| 2  | La Văn Cầu                                                           | 1932 | Còn sống | Tày     | Cao Bằng       | 19/05/1952            | Đại tá, khi tuyên dương là tiểu đội phó thuộc Trung đoàn 174, Đại đoàn 316. |
| 3  | Nguyễn Thị Chiên                                                     | 1930 | 2016     | Kinh    | Thái Bình      | 19/05/1952            | Trung tá, khi tuyên dương là Trung đội trưởng Trung đội nữ du kích xã Tán Thuật, huyện Kiến Xương, tỉnh Thái Bình. Nữ anh hùng đầu tiên của lực lượng vũ trang nhân dân Việt Nam. |
| 4  | Nguyễn Quốc Trị                                                      | 1921 | 1967     | Kinh    | Nghệ An        | 19/05/1952            | Thượng tá, khi tuyên dương là Đại đội trưởng bộ binh thuộc Trung đoàn 102, Đại đoàn 308, người kéo quốc kỳ trong ngày Giải phóng Thủ đô, Trung đoàn trưởng Trung đoàn Thủ Đô (1954). |
| 5  | Nguyễn Văn Song                                                      | 1923 | 2005     | Kinh    | Bình Dương     | 02/1953               | Khi tuyên dương là Tiểu đội trưởng du kích xã Thới Hòa, huyện Bến Cát, tỉnh Sông Bé. |
| 6  | Mạc Thị Bưởi                                                         | 1927 | 1951     | Kinh    | Hải Dương      | 31/08/1955            | Tham gia chiến dịch Trần Hưng Đạo, bị quân Pháp bắt giữ. Hy sinh trong tù năm 1951, truy tặng Anh hùng. |
| 7  | Trần Cừ                                                              | 1920 | 1950     | Kinh    | Vĩnh Phúc      | 31/08/1955            | Liệt sĩ, lúc hy sinh là Đại đội trưởng bộ binh Đại đội 336, Tiểu đoàn 174, Trung đoàn 209, Đại đoàn 312. |
| 8  | Trần Văn Chuông                                                      | 1929 | 1954     | Kinh    | Hà Nam         | 31/08/1955            | Lúc hy sinh là Đại đội phó Đại đội công binh, tỉnh đội Hà Nam. |
| 9  | Bế Văn Đàn                                                           | 1931 | 1953     | Tày     | Cao Bằng       | 31/08/1955            | Lúc hy sinh là Tiểu đội phó bộ binh thuộc Đại đoàn 316. |
| 10 | Phan Đình Giót                                                       | 1922 | 1954     | Kinh    | Hà Tĩnh        | 31/08/1955            | Lúc hy sinh là Tiểu đội phó bộ binh Đại đội 58, tiểu đoàn 428, Trung đoàn 141, Đại đoàn 312. |
| 11 | Ngô Mây                                                              | 1924 | 1947     | Kinh    | Bình Định      | 31/08/1955            | Lúc hy sinh là đội viên Đại đội quyết tử, Trung đoàn 120, Đại đoàn 305, Liên khu 5. |
| 12 | Trương Công Man Lưu trữ ngày 2 tháng 4 năm 2023 tại Wayback Machine  | 1930 | 1952     | Mường   | Thanh Hóa      | 31/08/1955            | Lúc hy sinh là Tiểu đội trưởng liên lạc thuộc Trung đoàn 2, Đại đoàn 320. |
| 13 | Lâm Úy                                                               | 1926 | 1950     | Kinh    | Quảng Bình     | 31/08/1955            | Tiểu đội phó bộ binh thuộc Đại đoàn 325, hy sinh trong trận Xuân Bồ. |
| 14 | Đặng Quang Cầm                                                       | 1921 | 1993     | Kinh    | Nghệ An        | 31/08/1955            | Trung đội phó thuộc đội vũ trang tuyên truyền Liên khu 5. |
| 15 | Bùi Chát                                                             | 1925 | 1966     | Kinh    | Quảng Nam      | 31/08/1955            | Trung đội trưởng công binh thuộc Trung đoàn 93, Đại đoàn 324. |
| 16 | Bùi Đình Cư                                                          | 1927 | 1988     | Kinh    | Phú Thọ        | 31/08/1955            | Trung đội trưởng pháo binh thuộc Trung đoàn 675, Đại đoàn 351. |
| 17 | Hoàng Khắc Dược                                                      | 1917 | ?        | Kinh    | Nam Định       | 31/08/1955            | Tiểu đội trưởng nuôi quân thuộc Trung đoàn 66, Đại đoàn 304. |
| 18 | Phạm Đường                                                           | 1922 | ?        | Kinh    | Quảng Ngãi     | 31/08/1955            | Chính trị viên phó Đại đội bộ binh thuộc Liên khu 5. |
| 19 | Phùng Văn Khầu                                                       | 1930 | 2021     | Nùng    | Cao Bằng       | 31/08/1955            | Đại tá, Phó chủ nhiệm Chính trị Trường Sĩ quan Pháo binh; khi tuyên dương là Trung đội trưởng pháo binh thuộc Đại đoàn 351. |
| 20 | Chu Văn Khâm                                                         | 1925 | ?        | Kinh    | Vĩnh Phúc      | 31/08/1955            | Trung đội phó công binh, Đại đội 56, Tiểu đoàn 206, Cục Vận tải, Tổng cục Hậu cần. |
| 21 | Chu Văn Mùi                                                          | 1929 | Còn sống | Kinh    | Bắc Giang      | 31/08/1955            | Đại tá, Hiệu trưởng Trường văn hóa Quân đoàn 1; Khi tuyên dương là Trung đội trưởng thông tin vô tuyến điện thuộc Trung đoàn 102, Đại đoàn 308. |
| 22 | Đinh Núp                                                             | 1914 | 1999     | Ba Na   | Gia Lai        | 31/08/1955            | Đại biểu Quốc hội khóa 6, Ủy viên Ủy ban Thường vụ Quốc hội, Lúc tuyên dương là thôn đội trưởng du kích, lãnh đạo các dân tộc Ba Na và Ê Đê chống thực dân Pháp. |
| 23 | Võ Văn Ngôm                                                          | 1926 | ?        | Kinh    | Trà Vinh       | 31/08/1955            | Tiểu đội phó công binh thuộc Đội công binh bộ đội địa phương tỉnh Mỹ Tho. |
| 24 | Nguyễn Văn Ty                                                        | 1931 | 1972     | Kinh    | Bắc Giang      | 31/08/1955            | Đại đội trưởng bộ binh thuộc Trung đoàn 88, Đại đoàn 308, tham gia trận Điện Biên Phủ. |
| 25 | Phan Tư                                                              | 1931 | Còn sống | Kinh    | Nghệ An        | 31/08/1955            | Đại đội trưởng thuộc Đoàn 555 công binh, Cục Công binh. |
| 26 | Sơn Ton                                                              | 1933 | Còn sống | Khmer   | Trà Vinh       | 31/08/1955            | Trung tá, lúc tuyên dương là Tiểu đội trưởng đặc công thuộc Trung đoàn 3, bộ đội miền Tây Nam Bộ. |
| 27 | Nguyễn Văn Thuần                                                     | 1916 | 1979     | Kinh    | Quảng Ninh     | 31/08/1955            | Trung đoàn phó bộ binh, Trung đoàn 209, Đại đoàn 312. |
| 28 | Lý Văn Thím                                                          | 1925 | ?        | Nùng    | Lạng Sơn       | 31/08/1955            | Đại đội phó bộ binh thuộc Trung đoàn 335, đơn vị quân tình nguyện. |
| 29 | Lê Văn Thọ                                                           | 1931 | 1969     | Kinh    | Sài Gòn        | 31/08/1955            | Trung đội trưởng đặc công thuộc miền Đông Nam Bộ. Người tham gia trận đánh kho bom Tân Sơn Nhất năm 1952. |
| 30 | Lộc Văn Trọng                                                        | 1905 | 1979     | Tày     | Cao Bằng       | 31/08/1955            | Trung đội phó lái xe ô tô thuộc Cục Vận tải, Tổng cục Hậu cần. |
| 31 | Nguyễn Phú Vỵ                                                        | 1924 | Còn sống | Kinh    | Hà Nội         | 31/08/1955            | Đại đội trưởng bộ binh thuộc Trung đoàn 48, Đại đoàn 320. |
| 32 | Trần Can                                                             | 1931 | 1954     | Kinh    | Nghệ An        | 07/05/1956            | Đại đội phó bộ binh thuộc Trung đoàn 209, Đại đoàn 312. Hy sinh buổi sáng ngày 7 tháng 5 năm 1954 trong Chiến dịch Điện Biên Phủ. |
| 33 | Cao Thế Chiến                                                        | 1926 | 1954     | Kinh    | Quảng Bình     | 07/05/1956            | Đại đội phó Đại đội 2, Trung đoàn 101, Đại đoàn 325. Hy sinh trong trận đánh ở khu vực Na Kham trong Chiến dịch Trung Lào năm 1954. |
| 34 | Tô Vĩnh Diện                                                         | 1924 | 1954     | Kinh    | Thanh Hóa      | 07/05/1956            | Tiểu đội trưởng pháo cao xạ 37 ly thuộc đại đội 827, tiểu đoàn 394, trung đoàn 367. Hy sinh khi lấy thân mình chèn pháo 37mm để pháo không rơi xuống vực trong Chiến dịch Điện Biên Phủ. |
| 35 | Trần Đức                                                             | 1917 | 1950     | Kinh    | Thanh Hóa      | 07/05/1956            | Tiểu đội trưởng bộ binh thuộc Đại đội 212, Tiểu đoàn 19, Trung đoàn 108, Đại đoàn 305. Hy sinh khi chống địch càn quét tại chiến trường Nam Thừa Thiên tháng 11 năm 1950. |
| 36 | Lê Công Khai                                                         | 1925 | 1954     | Kinh    | Thanh Hóa      | 07/05/1956            | Đại đội trưởng bộ binh Liên khu 5, hy sinh khi đánh đồn Đak Đoa (nay thuộc xã Đak Sơ Mei, huyện Đak Đoa). |
| 37 | Phạm Minh Đức Lưu trữ ngày 2 tháng 4 năm 2023 tại Wayback Machine    | 1935 | 1955     | Kinh    | Nghệ An        | 07/05/1956            | Chiến sĩ bộ binh thuộc Đại đội 1, Tiểu đoàn 1, Trung đoàn 53, Đại đoàn 350. Hy sinh khi cứu giúp đồng bào tránh bão tại huyện Kiến An, Hải Phòng ngày 25 tháng 9 năm 1955. |
| 38 | Nguyễn Đô Lương                                                      | 1929 | 1953     | Kinh    | Hà Tĩnh        | 07/05/1956            | Lúc hy sinh là Trung đội trưởng trinh sát thuộc Trung đoàn 108, Đại đoàn 305, chiến đấu tại chiến trường Liên khu 5. |
| 39 | Trương Văn Ly                                                        | 1924 | 1952     | Kinh    | Quảng Bình     | 07/05/1956            | Đại đội trưởng bộ binh, Tiểu đoàn 86, Trung đoàn 812, Đại đoàn 305. Hy sinh trong trận phục kích Cầu Cháy tháng 2 năm 1952. |
| 40 | Lý Văn Mưu                                                           | 1934 | 1950     | Tày     | Cao Bằng       | 07/05/1956            | Chiến sĩ bộ binh thuộc Đại đội 675, Tiểu đoàn 251, Trung đoàn 174, Đại đoàn 316. Hy sinh khi tấn công đồn Đông Khê tháng 10 năm 1950. |
| 41 | Ngô Chí Quốc                                                         | 1929 | 1954     | Kinh    | Sài Gòn        | 07/05/1956            | Tiểu đội phó trinh sát Tiểu đoàn 303, Đại đoàn 330. Hy sinh trong trận đánh Cầu Đinh lần thứ hai (tháng 3 năm 1954). |
| 42 | Wừu                                                                  | 1905 | 1952     | Ba Na   | Gia Lai        | 07/05/1956            | Chủ tịch xã kiêm Xã đội trưởng xã Nam Đak Đoa. Khi bị thực dân Pháp phục kích bắt được, ông đã lừa giặc vào bẫy chông để tiêu diệt và anh dũng hy sinh. |
| 43 | Trần Á                                                               | 1928 | ?        | Kinh    | Quảng Nam      | 07/05/1956            | Đại đội trưởng vận tải thuộc Liên khu 5, có nhiệm vụ vận tải đường biển, đưa vũ khí và cán bộ từ vùng tự do Liên khu 5 vào chiến trường cực Nam Trung Bộ. |
| 44 | Bùi Văn Ba                                                           | 1929 | ?        | Kinh    | Sài Gòn        | 07/05/1956            | Trung đội phó đặc công, phân liên khu miền Tây Nam Bộ, người trực tiếp điều tra và tham gia chiến đấu trận đánh sân bay Tân Sơn Nhất (1952) và trận đánh kho bom Phú Thọ (1954). |
| 45 | Triệu Văn Báo                                                        | 1932 | ?        | Tày     | Cao Bằng       | 07/05/1956            | Đại đội phó thông tin thuộc Đại đoàn 316. Sau là Đại tá - Sư đoàn trưởng Sư đoàn 353 Quân khu 1, Hiệu phó Trường Quân chính Quân khu 1. |
| 46 | Lò Văn Bường                                                         | 1924 | ?        | Thái    | Thanh Hóa      | 07/05/1956            | Trung đội phó bộ binh thuộc Đoàn 335, bộ đội quân tình nguyện tại Lào. |
| 47 | Dương Quảng Châu                                                     | 1929 | ?        | Kinh    | Hưng Yên       | 07/05/1956            | Trung đội phó Đại đội quân báo Trung đoàn 36, Đại đoàn 308, tham gia chiến đấu trong Chiến dịch Điện Biên Phủ. |
| 48 | Đỗ Văn Châu                                                          | 1934 | ?        | Kinh    | Hà Nội         | 07/05/1956            | Trung đội phó bộ binh tải thương thuộc Trung đoàn 48, Đại đoàn 320. |
| 49 | Nguyễn Tư Cường                                                      | 1927 | 2003     | Kinh    | Khánh Hòa      | 07/05/1956            | Tiểu đoàn phó đặc công thuộc Tiểu đoàn 323, Đại đoàn 324. Sau là Thiếu tướng, Tư lệnh Binh chủng Đặc công, Trưởng Đoàn Chuyên gia Quân sự Đặc công tại Cuba. |
| 50 | Phan Trọng Dường                                                     | 1926 | ?        | Kinh    | Phú Yên        | 07/05/1956            | Trung đội phó bộ binh bộ đội tình nguyện. Hoạt động xây dựng cơ sở cách mạng tại khu vực tiếp giáp 3 nước Đông Dương. |
| 51 | Đặng Đình Hồ Lưu trữ ngày 14 tháng 5 năm 2023 tại Wayback Machine    | 1925 | ?        | Kinh    | Nghệ An        | 07/05/1956            | Tiểu đoàn phó bộ binh, Đại đoàn 304, tham gia chiến đấu trong Chiến dịch Điện Biên Phủ. |
| 52 | Trần Đình Hùng                                                       | 1928 | 2023     | Kinh    | Bắc Giang      | 07/05/1956            | Trung đội trưởng pháo ĐKZ thuộc Trung đoàn 6, Đại đoàn 308. Tham gia chiến đấu trong Chiến dịch Điện Biên Phủ. |
| 53 | Nguyễn Xuân Lực                                                      | 1926 | ?        | Kinh    | Hà Tĩnh        | 07/05/1956            | Tiểu đoàn phó bộ binh thuộc Đại đoàn 325, tham gia chiến đấu ở chiến trường Bình - Trị - Thiên. Sau là Tư lệnh Phân khu Sài Gòn-Gia Định. |
| 54 | Bùi Quang Mại                                                        | 1919 | 2003     | Kinh    | Hà Nội         | 07/05/1956            | Đại đội trưởng bộ binh, Tiểu đoàn 79, Trung đoàn 102, Đại đoàn 308. Sau là Chủ nhiệm Chính trị Trung đoàn 102, Sư đoàn 308, đại biểu Quốc hội khoá III (1964-1971). |
| 55 | Vũ Mạnh                                                              | 1923 | Còn sống | Kinh    | Hải Phòng      | 07/05/1956            | Đại đội trưởng bộ binh, Đại đội 2, Tiểu đoàn 9, Trung đoàn 675, Quân khu Tả Ngạn. |
| 56 | Võ Văn Mừng                                                          | 1930 | 2018     | Kinh    | Đồng Tháp      | 07/05/1956            | Tiểu đội trưởng đặc công, phân liên khu Tây Nam Bộ. Sau là Trung tá, Chủ nhiệm Chính trị Đoàn 646 - Quân khu 7. |
| 57 | Đinh Văn Mẫu Lưu trữ ngày 14 tháng 5 năm 2023 tại Wayback Machine    | 1924 | ?        | Mường   | Phú Thọ        | 07/05/1956            | Tiểu đội trưởng nuôi quân thuộc Đại đội 9 Tiểu đoàn 11, Trung đoàn 209, Đại đoàn 312. Tham gia vận chuyển cơm nước cho bộ đội trong Chiến dịch Điện Biên Phủ. |
| 58 | Lê Văn Nổ                                                            | 1928 | ?        | Kinh    | Hải Dương      | 07/05/1956            | Chính trị viên phó Đại đội bộ binh 59, Tiểu đoàn 664, Trung đoàn 42, Quân khu Tả Ngạn. Tham gia chiến đấu tại chiến trường đồng bằng Bắc Bộ. |
| 59 | Đàm Văn Ngụy                                                         | 1927 | ?        | Tày     | Cao Bằng       | 07/05/1956            | Tiểu đoàn phó phụ trách Tiểu đoàn trưởng thuộc Tiểu đoàn 11, Trung đoàn 196, Đại đoàn 316. Sau là Trung tướng, Tư lệnh Quân khu 1. |
| 60 | Nguyễn Thái Nhự                                                      | 1930 | ?        | Kinh    | Nghệ An        | 07/05/1956            | Đại đội trưởng bộ binh thuộc Tiểu đoàn 80, Trung đoàn 812, Liên khu 5. Tham gia chiến đấu tại chiến trường cực Nam Trung Bộ. |
| 61 | Hoàng Văn Phác                                                       | 1924 | Còn sống | Kinh    | Bắc Giang      | 07/05/1956            | Trung tá, khi tuyên dương là Đại đội phó công binh thuộc Trung đoàn 333 (nay là Lữ đoàn Công binh vượt sông 239), Cục Công binh, phụ trách xây dựng cầu đường trong các chiến dịch lớn. |
| 62 | Trần Hiền Quang Lưu trữ ngày 14 tháng 5 năm 2023 tại Wayback Machine | 1928 | ?        | Kinh    | Bạc Liêu       | 07/05/1956            | Đại tá, khi tuyên dương là Đại đội trưởng công binh thuộc Đại đoàn 330. Sau 4 năm chiến đấu (1950-1954) đã đánh chìm 5 tàu chiến địch, 1 xe lội nước, đánh hỏng nặng 2 chiếc tàu khác, diệt 12 tên sĩ quan và 46 lính Âu Phi, 491 lính ngụy, phá hủy nhiều vũ khí.                                      |
| 63 | Nguyễn Riềng                                                         | 1927 | ?        | Kinh    | Thừa Thiên Huế | 07/05/1956            | Tiểu đoàn phó bộ binh, bộ đội tình nguyện. Tham gia chiến đấu ở cực Nam Trung Bộ và chiến trường miền Tây. |
| 64 | Phạm Văn Ry                                                          | 1933 | ?        | Kinh    | Sài Gòn        | 07/05/1956            | Tiểu đội trưởng đặc công, Phân khu miền Tây Nam Bộ.Trong 10 năm chiến đấu đã tự tay phá được 5 đầu máy xe lửa, một xe bọc thép, diệt 41 tên địch, thu 20 súng, vận động 3 đại đội ngụy ra hàng và 166 tên khác đấu tranh trở về nhà làm ăn.                                                             |
| 65 | Sùng Phái Sinh Lưu trữ ngày 14 tháng 5 năm 2023 tại Wayback Machine  | 1915 | ?        | H'Mông  | Điện Biên      | 07/05/1956            | Xã đội trưởng xã Pú Nhung, huyện Tuần Giáo. Chỉ huy lực lượng du kích, xây dựng cơ sở trong phong trào cách mạng ở khu Tây Bắc. |
| 66 | Đặng Đức Song                                                        | 1934 | 2023     | Kinh    | Hải Dương      | 07/05/1956            | Khi tuyên dương là Trung đội trưởng bộ binh Đại đội 5, Tiểu đoàn 2, Trung đoàn 98, Đại đoàn 316. Tham gia trận phòng ngự Đồi Xanh trong chiến dịch Điện Biên Phủ, được trao danh hiệu "Dũng sĩ Đồi xanh". Sau là Đại tá, giám đốc Nhà máy M1, Binh chủng Thông tin liên lạc; đại biểu Quốc hội khóa II. |
| 67 | Nguyễn Văn Thành                                                     | 1928 | ?        | Kinh    | Hà Nội         | 07/05/1956            | Đại đội trưởng bộ binh thuộc Trung đoàn 48, Đại đoàn 320. Tham gia chiến đấu trên chiến trường đồng bằng Bắc Bộ. |
| 68 | Nguyễn Văn Thậm                                                      | 1931 | ?        | Kinh    | Bình Dương     | 07/05/1956            | Tiểu đội trưởng công binh thuộc Trung đoàn 1, Phân liên khu miền Tây Nam Bộ. Trong chiến đấu đã đặt mìn đánh sập 10 chiếc cầu quan trọng, phá hủy 4 xe quân sự, diệt 178 tên địch. |
| 69 | Hà Nguyên Thị                                                        | 1916 | ?        | Kinh    | Hà Nội         | 07/05/1956            | Chiến sĩ quân y thuộc Cục Quân y, Tổng cục Hậu cần. Phụ trách cứu chữa, vận chuyển thương binh, bệnh binh. |
| 70 | Võ Thiết                                                             | 1920 | ?        | Kinh    | Quảng Trị      | 07/05/1956            | Tiểu đoàn phó thuộc Đại đoàn 305. Tham gia chiến đấu trong trận Đak Pơ, tiêu diệt binh đoàn cơ động số 100 của Pháp. |
| 71 | Lưu Viết Thoảng                                                      | 1926 | 2008     | Kinh    | Bắc Giang      | 07/05/1956            | Đại tá, khi tuyên dương là Chính trị viên phó Đại đội thuộc Đoàn 151, Cục Công binh. Chỉ huy đào đường hầm đưa khối thuốc nổ ngàn cân vào lòng đồi A1 trong chiến dịch Điện Biên Phủ. |
| 72 | Nguyễn Văn Tịch                                                      | 1931 | ?        | Kinh    | Long An        | 07/05/1956            | Đại đội trưởng đặc công, Tiểu đoàn 303. Tham gia điều nghiên, trinh sát, chiến đấu ở chiến trường miền Đông Nam Bộ. |
| 73 | Nguyễn Thành Út                                                      | 1931 | 2022     | Kinh    | An Giang       | 07/05/1956            | Khi tuyên dương là Trung đội phó thuộc Đại đội 2, Tiểu đoàn 9, Trung đoàn 570, Đại đoàn 330. Nguyên chiến sĩ Tiểu đoàn 307, tham gia chiến đấu tại chiến trường Nam Bộ. Sau là Đại tá, Chính ủy Sư đoàn Không quân 376.                                                                                 |
| 74 | Nông Văn Vương                                                       | 1930 | ?        | Tày     | Lạng Sơn       | 07/05/1956            | Chính trị viên phó Đại đội bộ binh thuộc Đại đoàn 316, tham gia chiến đấu trên địa bàn Việt Bắc và Tây Bắc. |
| 75 | Tạ Quốc Luật                                                         | 1925 | 1985     | Kinh    | Thái Bình      | 16/12/2004            | |

## Danh sách các cá nhân được tặng, truy tặng danh hiệu trong kháng chiến chống Mỹ
Danh sách các anh hùng được Mặt trận Dân tộc Giải phóng miền Nam Việt Nam và Chính phủ Cách mạng lâm thời Cộng hòa Miền Nam Việt Nam tuyên dương trong kháng chiến chống Mỹ từ 1964 đến 1973; các Anh hùng được Quốc hội và Nhà nước Việt Nam Dân chủ Cộng hòa tuyên dương trong kháng chiến chống Mỹ từ 1967 đến 1978 được sắp xếp theo thứ tự năm tặng, truy tặng.
| Họ và tên                                                           | Năm sinh- năm mất | Dân tộc | Quê quán              | Năm phong  | Chức vụ và thành tích |
| ------------------------------------------------------------------- | ----------------- | ------- | --------------------- | ---------- | --- |
| Nguyễn Văn Trỗi                                                     | 1940-1964         | Kinh    | Quảng Nam             | 17/10/1964 | Tham gia tổ chức Biệt động Sài Gòn, đặt mìn ở cầu Công Lý nhằm tiêu diệt phái đoàn quân sự chính trị cao cấp của Chính phủ Hoa Kỳ do Bộ trưởng quốc phòng Robert McNamara dẫn đầu nhưng không thành công. Chính quyền Sài Gòn đã đưa Nguyễn Văn Trỗi đi xử bắn bí mật tại sân sau nhà lao Khám Chí Hòa lúc 9 giờ 45 phút ngày 15 tháng 10 năm 1964.                                                  |
| Nguyễn Văn Đừng                                                     | 1938-1963         | Kinh    | Đồng Tháp             | 05/05/1965 | Tiểu đội trưởng Tiểu đội 4, Đại đội 1, Tiểu đoàn 261A (Tiểu đoàn Giron), tham gia chiến đấu, chỉ huy đơn vị đẩy lùi địch, tiêu diệt 2 xe M-113, bắn bị thương 1 chiếc khác, góp công vào thắng lợi trong trận Ấp Bắc và đã anh dũng hy sinh. |
| Võ Như Hưng                                                         | 1929-1963         | Kinh    | Quảng Nam             | 05/05/1965 | Trung đội trưởng bộ đội đặc công Quảng Đà. Sau khi cùng đơn vị tiêu diệt gần hết 2 đại đội địch trong trận chống càn tại Điện Bàn ngày 20/12/1963 đã anh dũng hy sinh. |
| Nguyễn Việt Khái                                                    | 1940-1963         | Kinh    | Cà Mau                | 05/05/1965 | Trung đội phó Trung đội 3, Đại đội Quyết Thắng, Tiểu đoàn U Minh 2. Trong trận đánh ngày 8 tháng 12 năm 1962 đã bắn rơi 4 trực thăng với 8 phát đạn carbine. Hy sinh trong trận đánh đồn Vàm Cái Tàu tháng 10 năm 1963. |
| Nguyễn Văn Tư                                                       | 1935-1964         | Kinh    | Bến Tre               | 05/05/1965 | Tiểu đội phó du kích của xã Tân Thành Bình. Tham gia chiến đấu hơn 200 trận, diệt 46 lính Mỹ, phá 3 xe quân sự, thu và phá hủy nhiều súng đạn, máy thông tin của Mỹ, sáng tạo ra cách đánh bằng ong vò vẽ. Hy sinh trong trận chiến đấu ngày 26 tháng 10 năm 1964. |
| Mai Thanh Thế                                                       | 1941-1962         | Kinh    | Sóc Trăng             | 05/05/1965 | Chiến sĩ đặc công huyện Thạnh Trị. Hy sinh trong trận đánh đồn Cầu Trâu Lưu trữ ngày 18 tháng 5 năm 2023 tại Wayback Machine. |
| Trừ Văn Thố                                                         | 1936-1963         | Kinh    | Tiền Giang            | 05/05/1965 | Chiến sĩ trinh sát đặc công đơn vị Q.272, Trung đoàn 2 - Sư đoàn 9. Hy sinh khi thân mình để che lỗ châu mai trong trận tấn công đồn Cây Trường ngày 18 tháng 10 năm 1963. |
| Ngô Minh Trị                                                        | 1936-1960         | Kinh    | Bình Dương            | 05/05/1965 | Tiểu đội phó đơn vị đặc công 60. Hy sinh trong trận tấn công đồn Tua Hai ngày 26 tháng 1 năm 1960. |
| Hồ Văn Bé                                                           | 1941-2014         | Kinh    | Tiền Giang            | 05/05/1965 | Trung đội trưởng đặc công huyện Chợ Gạo. Sau là Đại tá, Phó Sư đoàn trưởng Sư đoàn 8, Quân khu 9. |
| Trần Dưỡng                                                          | 1942-             | Kinh    | Quảng Nam             | 05/05/1965 | Chiến sĩ trinh sát đơn vị V.10 tỉnh Quảng Nam. Sau là Trung tá, Phó Phòng Quân báo Quân khu 5. |
| Lê Quang Công                                                       | 1938-2017         | Kinh    | Tiền Giang            | 05/05/1965 | Đại đội trưởng Đại đội 2 bộ đội địa phương tỉnh Mỹ Tho. Sau là Đại tá, Phó Chỉ huy trưởng, Tham mưu trưởng Bộ Chỉ huy Quân sự tỉnh Tiền Giang. |
| Huỳnh Văn Đảnh                                                      | 1939-1971         | Kinh    | Long An               | 05/05/1965 | Chính trị viên Trung đội bộ đội địa phương huyện Tân Trụ. Trong thời gian chiến đấu tại địa phương đã tham gia 134 trận, diệt trên 100 tên giặc, trong đó có một số cố vấn Mỹ, 3 sĩ quan, 1 đồn trưởng, bắn cháy 1 trực thăng. Hy sinh ngày 13 tháng 5 năm 1971 tại Đức Hòa. |
| Nguyễn Hội                                                          | 1931-1974         | Kinh    | Bình Thuận            | 05/05/1965 | Đại đội trưởng Đại đội đặc công tỉnh Bình Thuận. Tham gia chiến đấu 32 trận, tự mình diệt và bắt sống hơn 100 tên địch, thu 41 súng các loại. |
| Phạm Văn Hai                                                        | 1931-1966         | Kinh    | Tp. Hồ Chí Minh       | 05/05/1965 | Đội trưởng Đội biệt động 65 nội thành Sài Gòn. Tham gia trận đánh kho bom Phú Thọ Hòa ngày 1 tháng 6 năm 1954, chỉ huy đơn vị tập kích hơn 30 trận vào các mục tiêu quân sự của Mỹ và chính quyền Việt Nam Cộng hòa. Hy sinh tại chiến trường Củ Chi năm 1966. |
| Tạ Thị Kiều                                                         | 1938-2012         | Kinh    | Bến Tre               | 05/05/1965 | Đại tá, khi tuyên dương là cán bộ ban chỉ huy quân sự huyện Mỏ Cày, tham gia chiến đấu đánh địch, xây dựng phong trào, tổ chức cơ sở cách mạng. |
| Nguyễn Kim                                                          | 1935-             | Kinh    | Bình Định             | 05/05/1965 | Tiểu đội trưởng bộ đội địa phương tỉnh Bình Định. Tham gia chiến đấu 20 trận, diệt hơn 70 tên địch, thu 26 súng các loại, đặc biệt đã chỉ huy một tổ độc lập thọc sâu phá 13 "ấp chiến lược". |
| Đoàn Thanh Liêm                                                     | 1928-             | Kinh    | Quảng Ngãi            | 05/05/1965 | Đại đội trưởng bộ đội địa phương huyện Sơn Tịnh. Một trong số những người đầu tiên góp sức gây dựng phong trào và xây dựng đơn vị lực lượng vũ trang đầu tiên của Khu 5. |
| Nguyễn Văn Quỳ                                                      | 1937-1967         | Kinh    | Tp. Hồ Chí Minh       | 05/05/1965 | Đại đội phó bộ đội địa phương huyện Nhà Bè. Tham gia chiến đấu 24 trận cùng đơn vị diệt 149 tên, bắt sống 15 tên, thu 59 súng và nhiều máy móc, tài liệu. Hy sinh khi chiến đấu chống trận càn Cedar Falls vào vùng "Tam giác sắt" năm 1967. |
| Pinăng Tắc                                                          | 1910-1987         | Raglai  | Ninh Thuận            | 05/05/1965 | Chính trị viên phó huyện đội, cùng bà con làm liên lạc, tiếp tế cho cán bộ vùng Bác Ái; làm bẫy đá, vót chông, gài mìn, đào hầm hào phòng tránh và thành lập lực lượng du kích đánh địch. Chỉ huy trận phục kích bằng bẫy đá tại đèo Gia Túc tiêu diệt hơn 100 tên địch ngày 10 tháng 8 năm 1961. |
| Nguyễn Minh Tua                                                     | 1939-             | Kinh    | Long An               | 05/05/1965 | Trung đội trưởng thuộc Đại đội 1, Tiểu đoàn 261 (tiểu đoàn Giron). Tham gia chiến đấu 24 trận, tự tay diệt 29 tên địch, bắt sống 14 tên, thu 12 súng các loại, bắn cháy 1 tàu chiến và 4 xe GMC. |
| Nguyễn Trung Thành                                                  | 1926-             | Kinh    | Cà Mau                | 05/05/1965 | Phó ban quân giới T.3, phụ trách bí thư chi bộ binh công xưởng tỉnh Cà Mau, lãnh đạo, tổ chức, xây dựng binh công xưởng và nghiên cứu sản xuất vũ khí phục vụ cho chiến trường. |
| Nguyễn Thị Út (Út Tịch)                                             | 1931-1968         | Kinh    | Trà Vinh              | 05/05/1965 | Du kích xã Tam Ngãi. Tham gia trinh sát, chiến đấu 23 trận lớn nhỏ góp phần quan trọng cùng đơn vị diệt và làm tan rã trên 200 giặc, thu 70 súng. Trong công tác binh vận đã vận động phá vỡ nhiều binh sĩ địch. Hy sinh trong một trận oanh tạc bằng máy bay B-52 của Mỹ vào ngày 27 tháng 11 năm 1968.                                                                                             |
| Hồ Vai                                                              | 1940-             | Pa Cô   | Thừa Thiên Huế        | 05/05/1965 | Xã đội trưởng du kích xã A Lưới; tham gia chỉ huy, chiến đấu nhiều trận chống địch càn quét, bảo vệ làng xóm. Sau là Trung tá, đại biểu Quốc hội khóa VI, VII. Ông là cậu ruột của nữ anh hùng Hồ Kan Lịch. |
| Puih Thu (Puih Banh)                                                | 1935-             | Gia Rai | Gia Lai               | 05/05/1965 | Trung đội trưởng du kích xã Ia Lớp, huyện Chư Prông. Ngày 14 tháng 5 năm 1964, chỉ huy trung đội du kích cùng nhân dân làng Lan nổi dậy diệt 18 tên, đốt nhà hội đồng của địch bắt sống 6 tên, thu 12 súng các loại và nhiều đạn dược. Khi máy bay địch đến oanh tạc, đã dùng súng trường bắn rơi 1 máy bay lên thẳng.                                                                               |
| Nguyễn Viết Xuân                                                    | 1933-1964         | Kinh    | Vĩnh Phúc             | 01/01/1967 | Thiếu úy, chính trị viên Đại đội 3, Tiểu đoàn 14 pháo cao xạ, Sư đoàn 325, Quân khu 4. Hy sinh trong trận chiến đấu chống máy bay Mỹ tại miền Tây tỉnh Quảng Bình ngày 18 tháng 11 nǎm 1964. |
| Thái Văn A                                                          | 1942-2001         | Kinh    | Quảng Bình            | 01/01/1967 | Đại tá, khi tuyên dương là Thượng sĩ, quan sát viên đảo Cồn Cỏ. Trong ba năm làm nhiệm vụ trên đảo, đã góp phần cùng đơn vị bắn rơi 20 máy bay Mỹ (riêng tổ trinh sát trực tiếp bắn rơi một chiếc) và xác định các vị trí có bom địch chưa nổ để công binh xử lý. |
| Nguyễn Văn Mật                                                      | 1940-             | Kinh    | Quảng Bình            | 01/01/1967 | Trung sĩ, khẩu đội trưởng súng cao xạ 14,5mm tham gia chiến đấu nhiều trận bảo vệ Cồn Cỏ. |
| Nguyễn Hữu Ngoãn                                                    | 1945-             | Kinh    | Quảng Bình            | 01/01/1967 | Trung tá, khi tuyên dương là binh nhất, pháo thủ số 2 Đại đội 3, Tiểu đoàn 9 pháo cao xạ, bộ đội địa phương Quảng Bình, chiến đấu bảo vệ đập Cẩm Ly (huyện Lệ Thủy). |
| Dương Chí Uyển                                                      | 1927-             | Kinh    | Hà Tĩnh               | 01/01/1967 | Trung úy, Chính trị viên phó Tiểu đoàn 71 pháo cao xạ, tỉnh đội Hà Tĩnh. Tham gia chiến đấu trong trận núi Nài ngày 26 tháng 3 năm 1965. |
| Hoàng Ngọc Chương                                                   | 1936-             | Kinh    | Thanh Hóa             | 01/01/1967 | Hạ sĩ, Trung đội phó súng cao xạ 14,5mm thuộc Đại đội 48, Tiểu đoàn 14, Sư đoàn 330. |
| Trần Hanh                                                           | 1932-             | Kinh    | Nam Định              | 01/01/1967 | Thiếu tá, Trung đoàn phó Trung đoàn không quân 921. Tham gia chiến đấu trong trận không chiến bảo vệ cầu Hàm Rồng tháng 4 năm 1965. Sau là Trung tướng, Thứ trưởng Bộ Quốc phòng, Chủ tịch Hội Cựu chiến binh Việt Nam. |
| Nguyễn Văn Bảy (A)                                                  | 1936-2019         | Kinh    | Đồng Tháp             | 01/01/1967 | Thượng úy, Đại đội phó Đại đội 1 Không quân, Trung đoàn không quân 923. Phi công cấp Ace của Không quân nhân dân Việt Nam, bắn hạ 7 máy bay Mỹ. Sau là Đại tá, Phó Tham mưu trưởng Không quân nhân dân Việt Nam. |
| Nguyễn Tuyên                                                        | 1937-             | Kinh    | Hưng Yên              | 01/01/1967 | Thiếu úy, đội trưởng đội kỹ thuật lắp ráp tên lửa thuộc Tiểu đoàn 65, Trung đoàn 236, Bộ tư lệnh Phòng không - Không quân. Có nhiều sáng kiến trong cải tiến kỹ thuật, sửa chữa thiết bị phục vụ chiến đấu. |
| Hoàng Văn Nghiên                                                    | 1939-             | Nùng    | Cao Bằng              | 01/01/1967 | Trung đội trưởng Đại đội 5, Tiểu đoàn 2, Trung đoàn 98 Công binh, Đoàn 559. Sau là Thượng tá - Lữ đoàn phó Lữ đoàn Công binh 575 Quân khu 1. |
| Cao Văn Khang                                                       | 1944-             | Kinh    | Thanh Hóa             | 01/01/1967 | Trung đội phó công binh đảo Cồn Cỏ, phụ trách rà phá bom mìn, bom nổ chậm đảm bảo an toàn tuyệt đối; thu hàng tấn thuốc nổ cho đơn vị. |
| Nông Văn Việt                                                       | 1938-             | Tày     | Cao Bằng              | 01/01/1967 | Thượng sĩ, Trung đội trưởng thuộc Đại đội 6 công binh, Tiểu đoàn 2 thuộc binh chủng công binh Sư đoàn 7; phụ trách rà phá bom mìn. Sau là Thượng tá, Chỉ huy trưởng Ban Chỉ huy Quân sự huyện Trà Lĩnh. |
| Đặng Văn Thanh                                                      | 1928-2003         | Kinh    | Ninh Thuận            | 01/01/1967 | Đại tá, khi tuyên dương là Thượng úy, Chính trị viên Đoàn tàu không số thuộc Đoàn 125 Hải quân. Tham gia vận chuyển 18 tấn vũ khí trên tàu gỗ 41 tại cảng Bính Động (Hải Phòng) mở đường mới vào Bà Rịa, cung cấp vũ khí cho chiến trường miền Đông Nam Bộ đêm ngày 26 tháng 9 năm 1963. |
| Hồ Đức Thắng                                                        | 1922-2005         | Kinh    | Trà Vinh              | 01/01/1967 | Thượng úy, Chính trị viên Đoàn tàu không số thuộc Đoàn 125 Hải quân. Từ 1961-1966 đã chỉ huy 16 chuyến tàu cập các bến ở Nam bộ an toàn, chở theo hơn 1.000 tấn vũ khí và các trang thiết bị cho chiến trường miền Nam. Sau là Thiếu tá, Phó Chính ủy Công xưởng Nhà Bè thuộc Bộ Tư lệnh Hải quân.                                                                                                   |
| Trần Ngọc Thái Lưu trữ ngày 22 tháng 5 năm 2023 tại Wayback Machine | 1927-             | Kinh    | Quảng Nam             | 01/01/1967 | Thiếu úy, tổ trưởng tổ ụ đà, xưởng X.46 hải quân. Có 12 sáng kiến được Hội đồng kỹ thuật công nhận, được cấp trên khen thưởng và nhiều nơi áp dụng có hiệu quả cao. |
| Trần Minh Khâm Lưu trữ ngày 22 tháng 5 năm 2023 tại Wayback Machine | 1930-             | Kinh    | Quảng Nam             | 01/01/1967 | Thiếu úy, Chính trị viên Đại đội 1 ô tô vận tải, Tiểu đoàn 52, Trung đoàn 11, Đoàn 559. Tham gia lái xe vận tải chi viện cho chiến trường miền Nam. |
| Nguyễn Viết Sinh                                                    | 1942-             | Kinh    | Nghệ An               | 01/01/1967 | Đại tá, khi tuyên dương là Tiểu đội trưởng vận tải thuộc Đại đội 3, Tiểu đoàn 301, Đoàn 559. Trong vòng 4 năm với 1089 ngày làm việc, đã mang được hơn 55 tấn hàng và đi quãng đường có tổng chiều dài 41.025km tương đương với 1 vòng trái đất theo đường xích đạo. |
| Đỗ Trực                                                             | 1922-             | Kinh    | Nam Định              | 01/01/1967 | Thượng úy, Phân đội trưởng Phân đội 2 thuộc đội ca nô Hồng Hà, Cục Vận tải, Tổng cục Hậu cần. Có nhiều thành tích trong vận tải hàng hóa phục vụ kháng chiến. |
| Hoàng Văn Vịnh                                                      | 1939-             | Kinh    | Phú Thọ               | 01/01/1967 | Chính trị viên phó Đại đội 2, Tiểu đoàn 2, Trung đoàn 174, Sư đoàn 316. Chỉ huy trận đánh phòng ngự trên đồi H3Q6 tại Lào tháng 7 năm 1965. |
| Trần Ngọc Phương                                                    | 1945-             | Kinh    | Bắc Giang             | 01/01/1967 | Đại úy, khi tuyên dương là Hạ sĩ thuộc Đại đội 8, Tiểu đoàn 2, Lữ đoàn 335. Tham gia trận đánh tại Phú Bạ (Thượng Lào) ngày 18 tháng 5 năm 1964. |
| Đỗ Văn Trì                                                          | 1946-             | Kinh    | Thái Bình             | 01/01/1967 | Đại tá, khi tuyên dương Hạ sĩ, xạ thủ trung liên thuộc Đại đội 7, Tiểu đoàn 2, Trung đoàn 174, Sư đoàn 316. Tham gia trận phòng ngự trên đồi H3Q6 tại Lào tháng 7 năm 1965. Sau là Đại tá, Sư đoàn trưởng Sư đoàn 313, Tham mưu phó Quân khu 2. |
| Đèo Văn Khổ                                                         | 1937-             | Thái    | Sơn La                | 01/01/1967 | Tiểu đội trưởng Tiểu đội 2, Tiểu đoàn 51, Quân khu Tây Bắc. Tham gia chiến đấu tại chiến trường Lào; tham gia phòng ngự chốt giữ mỏm Phu Cút, trận phòng ngự Mường Ngàn ngày 19 tháng 3 năm 1966. |
| Hà Văn Kẹp                                                          | 1942-2021         | Thái    | Thanh Hóa             | 01/01/1967 | Chuẩn úy, Trung đội phó trinh sát thuộc Tiểu đoàn 923, Đoàn 959 bộ đội tình nguyện tại Lào. Tham gia trận tập kích đồn Noọng Khạng đêm ngày 2 tháng 2 năm 1966. Sau là Thiếu tá, trợ lý trinh sát, Sư đoàn 324, Quân khu 4. |
| Mùa A Páo                                                           | 1930-2019         | H'Mông  | Lai Châu              | 01/01/1967 | Thượng úy, bộ đội tình nguyện tại Lào. Tham gia công tác dân tộc, địch vận tại Lào, kêu gọi được 300 tên phỉ ra đầu hàng. Sau là Đại tá, Phó chỉ huy trưởng về Chính trị, Bộ Chỉ huy Quân sự tỉnh Lai Châu. |
| Phạm Hữu Thoan                                                      | 1941-             | Kinh    | Nam Định              | 01/01/1967 | Trung sĩ, Tiểu đội trưởng Đại đội 10 thông tin, Tiểu đoàn 78 quân bưu, Cục Thông tin liên lạc; vận chuyển công văn, tài liệu đảm bảo an toàn và kịp thời trên mặt trận phía Tây của Tổ quốc và nước bạn Lào. |
| Phạm Gia Triệu                                                      | 1918-1990         | Kinh    | Nam Định              | 01/01/1967 | Thượng tá, bác sĩ quân y, Viện phó Viện quân y 108; chuyên gia về thần kinh hàng đầu Việt Nam trong thời kỳ này, người xây dựng ngành phẫu thuật thần kinh trong quân đội. Sau là Thiếu tướng, Đại biểu Quốc hội Việt Nam khóa VI. |
| Ngô Thị Tuyển                                                       | 1946-             | Kinh    | Thanh Hóa             | 01/01/1967 | Trung tá, khi tuyên dương là dân quân tiểu khu Nam Ngạn - Hàm Rồng; tham gia tiếp tế, tải đạn cho bộ đội chiến đấu tại cầu Hàm Rồng. Người vác hai hòm đạn nặng 98 kg trong khi trọng lượng cơ thể của bà chỉ có 42 kg. |
| Trần Thị Lý                                                         | 1947-2000         | Kinh    | Quảng Bình            | 01/01/1967 | Dân quân thị xã Đồng Hới, chiến đấu chống máy bay Mỹ ném bom khu vực Cầu Dài. Sau là Ủy viên Trung ương Hội Liên hiệp phụ nữ Việt Nam, Ủy viên Trung ương Mặt trận Tổ quốc Việt Nam. Bà là phu nhân Thượng tướng Nguyễn Chơn, nguyên Thứ trưởng Bộ Quốc phòng. |
| Lê Văn Ban                                                          | 1933-             | Kinh    | Quảng Trị             | 01/01/1967 | Trung đội trưởng dân quân xã Vĩnh Giang, tham gia đoàn thuyền tiếp tế cho đảo Cồn Cỏ, chiến đấu nhiều trận và bắn cháy tàu địch. |
| Lê Đăng Tới                                                         | 1938-             | Kinh    | Nghệ An               | 01/01/1967 | Trung đội trưởng dân quân xã Quỳnh Vinh, chỉ huy đơn vị phối hợp cùng bộ đội chiến đấu trên 50 trận với máy bay Mỹ bảo vệ ga Hoàng Mai, tham gia sản xuất, bốc dỡ hàng tại nhà ga lập nhiều thành tích. |
| Lý A Coỏng                                                          | 1923-1999         | Dao     | Quảng Ninh            | 01/01/1967 | Chính trị viên xã đội Thanh Y, huyện Đầm Hà. Tham gia chống phản động, tiểu phỉ, vây bắt biệt kích Mỹ, góp phần đập tan vành đai “Xứ Nùng tự trị” Lưu trữ ngày 25 tháng 5 năm 2023 tại Wayback Machine. |
| Giàng Lao Pà                                                        | 1919-             | H'Mông  | Lào Cai               | 01/01/1967 | Xã đội trưởng xã Sín Hồ Sán, huyện Si Ma Cai. Chỉ huy dân quân phối hợp bộ đội chủ lực tổ chức nhiều trận đánh, đuổi giặc Pháp, tiễu phỉ ra khỏi Si Ma Cai. Từ năm 1949 đến năm 1959, cùng đồng đội vận động được 606 tên phỉ ra hàng; tích cực xây dựng, nâng cao đời sống cho đồng bào dân tộc H'Mông.                                                                                             |
| Sùng Dúng Lù                                                        | 1926-1999         | H'Mông  | Hà Giang              | 01/01/1967 | Xã đội trưởng xã Vần Chải, huyện Đồng Văn; tham gia công tác tiểu phỉ, vận động tướng phỉ Vàng Vạn Ly ra trình diện, chăm lo xây dựng đời sống, phát triển kinh tế cho đồng bào các dân tộc. |
| Đặng Văn Đài                                                        | 1923-             | Kinh    | Nghệ An               | 01/01/1967 | Thiếu tá, Giám đốc Xưởng Sửa chữa xe máy X46, Trạm Sửa chữa tổng hợp Quân khu 4 (T41); sáng tạo hàng chục sáng kiến có giá trị, đáp ứng yêu cầu nhiệm vụ sửa chữa, bảo quản phương tiện phục vụ trên chiến trường. |
| Nguyễn Văn Dậu                                                      | 1929-             | Kinh    | Bắc Giang             | 01/01/1967 | Tổ trưởng kỹ thuật Nhà máy Z.2, Cục Quân giới, Tổng cục Hậu cần. Có nhiều sáng kiến giúp tăng năng suất, tiết kiệm nguyên vật liệu, bảo đảm chất lượng, đáp ứng kịp thời yêu cầu của chiến trường, góp phần giải quyết được nhiều khó khăn về sản xuất của các xưởng quân giới trong cuộc kháng chiến chống Pháp, góp phần vào thắng lợi chung.                                                      |
| Lâm Văn Lích                                                        | 1932-             | Hoa     | Bạc Liêu              | 01/01/1967 | Đại úy, phi công thuộc Trung đoàn không quân 923; bắn hạ 2 máy bay AD-6 của Mỹ bằng máy bay MiG-17 khi chưa đầy 2 phút trong trận đánh đêm đầu tiên ngày 3 tháng 2 năm 1966. Sau là Đại tá, Trung đoàn trưởng Trung đoàn 923. |
| Trần Văn Thọ                                                        | 1935-1961         | Kinh    | Phú Thọ               | 01/01/1967 | Thiếu úy, công tác tại đồn biên phòng Leng Su Sìn; tham gia tiểu phỉ, giúp đỡ đồng bào dân tộc Hà Nhì sản xuất, định canh, định cư, trồng lúa nước, xóa mù chữ... Hy sinh ngày 8 tháng 8 năm 1961 do căn bệnh sốt rét ác tính khi mới 26 tuổi. Anh hùng đầu tiên của Bộ đội Biên phòng. |
| Trương Chí Cương                                                    | 1935-             | Kinh    | Thừa Thiên Huế        | 01/01/1967 | Trung úy, đội trưởng Đội trinh sát ngoại tuyến thuộc Ban trinh sát, Công an nhân dân vũ trang khu Vĩnh Linh; bảo vệ giới tuyến quân sự tạm thời tại Vĩnh Linh, xây dựng cơ sở cách mạng ở phía bờ nam giới tuyến, tổ trưởng giao thông liên lạc giữa đặc tình và trinh sát; bảo vệ cán bộ qua lại địa bàn hoạt động; diệt ác, phá kìm, đẩy mạnh phong trào đấu tranh của quần chúng.                 |
| Nguyễn Đình Thử                                                     | 1933-             | Kinh    | Thái Bình             | 01/01/1967 | Trung úy, phụ trách đội công tác cơ sở, thuộc đồn biên phòng Sốp Cộp; vận động quần chúng, tiễu phỉ, trừ gian, bảo vệ trật tự trị an vùng đồng bào các dân tộc ở miền cao biên giới. Phối hợp với nước bạn Lào đảm bảo an ninh khu vực biên giới. |
| Trần Văn Nhỏ                                                        | 1929-             | Kinh    | Hà Tĩnh               | 01/01/1967 | Trung úy, Trung đội trưởng Trung đội 4, Đại đội 2, trực thuộc Trung đoàn 600. Tham gia chiến đấu trong chiến dịch Điện Biên Phủ, từ sau 1954 có nhiệm vụ bảo vệ các cơ quan Trung ương Đảng và Chính phủ. |
| Phạm Bá Hạt                                                         | 1940-2017         | Kinh    | Quảng Bình            | 01/01/1967 | Trung sĩ, Tiểu đội trưởng thuộc đồn biên phòng Roòn. Từ 1965-1966 đã tham gia chiến đấu 35 trận chống biệt kích vũ trang và đánh trả máy bay Mỹ ở vùng ven biển tỉnh Quảng Bình. Sau là Đại tá, nguyên Chỉ huy trưởng Bộ đội Biên phòng tỉnh Quảng Bình, Phó Giám đốc Công an tỉnh Quảng Bình. |
| Phạm Văn Cội                                                        | 1940-1967         | Kinh    | Tp. Hồ Chí Minh       | 17/09/1967 | Xã đội trưởng xã Nhuận Đức, huyện Củ Chi. Trong chiến đấu đã tiêu diệt 120 lính Mỹ, 8 xe cơ giới và 1 máy bay lên thẳng. Hy sinh trong trận chống càn ngày 28 tháng 7 năm 1967. |
| Đồng Phước Huyến                                                    | 1946-1966         | Kinh    | Quảng Nam             | 17/09/1967 | Tiểu đội trưởng thuộc Đại đội 1, Tiểu đoàn 72 bộ đội địa phương tỉnh Quảng Nam. Tham gia chiến đấu 53 trận, tiêu diệt và làm bị thương trên 70 tên địch, bắt sống 15 tên, thu 25 súng các loại, đánh hỏng 3 xe bọc thép. Hy sinh trong trận chống càn ngày 26 tháng 6 năm 1966. |
| Tô Thị Huỳnh                                                        | 1946-1966         | Kinh    | Trà Vinh              | 17/09/1967 | Xã đội phó xã Lương Hòa, Tiểu đội trưởng tiểu đội nữ du kích xã. Hy sinh trong trận chống càn ngày 20 tháng 12 năm 1966. |
| Nguyễn Văn Lịch                                                     | 1950-1966         | Kinh    | Tp. Hồ Chí Minh       | 17/09/1967 | Tiểu đội trưởng trinh sát bộ đội địa phương quận Dĩ An. Khi bị thương cả hai chân đã dùng lựu đạn tấn công tiêu diệt giặc và anh dũng hy sinh ngày 28 tháng 5 năm 1966. |
| Lưu Văn Liệt                                                        | 1945-1966         | Kinh    | Vĩnh Long             | 17/09/1967 | Chiến sĩ biệt động thị xã Vĩnh Long. Hy sinh trong trận đánh tại quán Lệ Hoa, tiêu diệt nhiều lính Mỹ và tay sai ngày 4 tháng 2 năm 1966. |
| Hoàng Đình Nghĩa                                                    | 1942-1965         | Kinh    | Tp. Hồ Chí Minh       | 17/09/1967 | Tiểu đội trưởng bộ binh Đại đội 3, Tiểu đoàn 1, Trung đoàn 15, Sư đoàn 9, tham gia chiến đấu trong trận Bình Giã. Trong trận phòng thủ sân bay Thuận Lợi đã tiêu diệt 30 tên địch và anh dũng hy sinh ngày 12 tháng 6 năm 1965. |
| Nguyễn Văn Quang                                                    | 1942-1966         | Kinh    | Hậu Giang             | 17/09/1967 | Tiểu đội phó thuộc Đại đội 2, Tiểu đoàn 303, bộ đội chủ lực Tây Nam Bộ. Hy sinh trong trận chống càn tại khu vực kênh xáng Cò Tuất ngày 8 tháng 2 năm 1966. |
| Huỳnh Văn Tạo                                                       | 1946-1966         | Kinh    | Long An               | 17/09/1967 | Tiểu đội phó thuộc Đại đội 2, Tiểu đoàn 2 bộ đội địa phương tỉnh Long An. Hy sinh trong trận diệt đồn Tân Quý ngày 8 tháng 10 năm 1966. |
| Huỳnh Việt Thanh                                                    | 1926-1966         | Kinh    | Tiền Giang            | 17/09/1967 | Xã đội trưởng xã Hậu Thạnh. Hy sinh trong trận chống càn ngày 25 tháng 9 năm 1966. |
| Huỳnh Thúc Bá                                                       | 1944-             | Kinh    | Quảng Nam             | 17/09/1967 | Y tá Đại đội 1, Tiểu đoàn 72 bộ đội địa phương tỉnh Quảng Nam. Tham gia nhiều trận đánh, cứu chữa cho thương binh, bệnh binh |
| Nguyễn Văn Bé                                                       | 1941-             | Kinh    | Bình Dương            | 17/09/1967 | Đại đội phó Đại đội 304, Tiểu đoàn bộ đội địa phương Phú Lợi, huyện Thủ Dầu Một. |
| Nguyễn Ngọc Bình                                                    | 1930-2002         | Kinh    | Quảng Nam             | 17/09/1967 | Tiểu đoàn phó Tiểu đoàn 409 đặc công, Quân khu 5. Sau là Trung tá, hiệu trưởng trường Đặc Công Quân khu 5. |
| Lê Văn Bảng                                                         | 1930-             | Kinh    | Quảng Ngãi            | 17/09/1967 | Đại đội trưởng thuộc bộ đội địa phương tỉnh Bình Thuận, tham gia chiến đấu hơn 30 trận, tự mình diệt 40 tên, bắt sống 16 tên, thu 40 súng các loại. |
| Đoàn Văn Chia                                                       | 1918-             | Kinh    | Hậu Giang             | 17/09/1967 | Đại đội phó bộ đội địa phương tỉnh Cần Thơ; chế tạo, cải tiến nhiều vũ khí thô sơ phục vụ đánh giặc. |
| Phan Thanh Chung                                                    | 1945-             | Kinh    | Quảng Trị             | 17/09/1967 | Trung đội phó thuộc đội 10, bộ đội đặc công tỉnh Quảng Trị. |
| Bông Văn Dĩa                                                        | 1905-1983         | Kinh    | Cà Mau                | 17/09/1967 | Đoàn phó Đoàn 962 vận tải biển - Quân khu 9. Tham gia hàng chục chuyến vận tải chở vũ khí trên tuyến đường Hồ Chí Minh trên biển. |
| Hồ Dục                                                              | 1942-             | Pa Kô   | Thừa Thiên Huế        | 17/09/1967 | Trung đội phó thuộc Binh trạm trung, Phòng hậu cần, Mặt trận Tây Nguyên. Phụ trách vận tải vũ khí, lương thực phục vụ chiến trường. |
| Đặng Văn Đâu                                                        | 1940-             | Kinh    | Bình Dương            | 17/09/1967 | Trung đội trưởng thuộc Sư đoàn 5, bộ đội chủ lực miền Đông Nam Bộ. |
| Trần Văn Đình                                                       | 1943-             | Kinh    | Quảng Nam             | 17/09/1967 | Đội phó đặc công thuộc Sư đoàn 2, Quân khu 5. Tham gia chiến đấu trong trận Ba Gia. |
| Tô Văn Đực                                                          | 1942-             | Kinh    | Tp. Hồ Chí Minh       | 17/09/1967 | Tổ trưởng tổ sản xuất và sửa chữa vũ khí xã Nhuận Đức, huyện Củ Chi. Nghiên cứu chế tạo mìn gạt đánh xe cơ giới và sửa chữa, cải tiến nhiều loại vũ khí khác, được mệnh danh là "Anh hùng phá tăng" của đội du kích Củ Chi. Sau là Trung tá, Phó Chủ nhiệm kỹ thuật Quân khu 7. |
| Nguyễn Thị Hạnh                                                     | 1937-1970         | Kinh    | Long An               | 17/09/1967 | Trung đội trưởng du kích xã Mỹ Hạnh. Xây dựng và phát triển cơ sở, đội du kích và chỉ huy đội du kích đánh địch hàng trăm trận. |
| Trương Văn Hòa                                                      | 1937-             | Kinh    | Quảng Nam             | 17/09/1967 | Xã đội trưởng xã Điện Hòa kiêm Huyện đội phó Huyện đội Điện Bàn. Danh hiệu "Kiện tướng diệt Mỹ". Sau là Trung tá, đảm nhiệm công tác dân vận tại Tỉnh đội Quảng Nam. |
| Võ Lai                                                              | 1939-1968         | Kinh    | Bình Định             | 17/09/1967 | Đại đội phó thuộc Tiểu đoàn 52 bộ đội địa phương tỉnh Bình Định. Sau là Tiểu đoàn trưởng Tiểu đoàn 52. Hy sinh trong trận đánh ngày 18 tháng 8 năm 1968. |
| Lý Văn Lâm                                                          | 1941-1969         | Kinh    | Cà Mau                | 17/09/1967 | Trung đội phó du kích xã Lợi An. Trên đường đi dự Đại hội anh hùng, chiến sĩ thi đua miền Tây Nam Bộ lần 2 bị địch phục kích, ông và người em trai đã anh dũng chống trả và hy sinh. |
| Nguyễn Văn Lên                                                      | 1942-             | Kinh    | Bình Dương            | 17/09/1967 | Trung đội trưởng, đội trinh sát đặc công huyện Tân Uyên. Đạt các danh hiệu Dũng sĩ diệt Mỹ cấp ưu tú (4 lần), Dũng sĩ diệt cơ giới. |
| Kpă KLơng                                                           | 1948-1975         | Gia Rai | Gia Lai               | 17/09/1967 | Chiến sĩ du kích với biệt tài "bắn xuyên táo". Hy sinh ngày 28 tháng 8 năm 1975 khi mang cấp bậc Thượng úy, tham mưu phó Tỉnh đội Gia Lai. |
| Hồ Kan Lịch                                                         | 1943-             | Pa Kô   | Thừa Thiên Huế        | 17/09/1967 | Nữ anh hùng đầu tiên trên của dân tộc Pa Kô. Tham gia chiến đấu tại chiến trường Tây Thừa Thiên. Sau là Phó chỉ huy quân sự huyện A Lưới. Bà là cháu của Anh hùng Hồ Vai, chị ruột Anh hùng Hồ A Nun. |
| Trần Văn Lư                                                         | 1928-             | Kinh    | Trà Vinh              | 17/09/1967 | Bác sĩ, Đội trưởng đội phẫu thuật Sư đoàn 5, bộ đội chủ lực miền Đông Nam Bộ. Tham gia phẫu thuật cứu sống nhiều thương binh, bệnh binh. |
| Đoàn Hoàng Minh                                                     | 1938-             | Kinh    | Bến Tre               | 17/09/1967 | Trung đội trưởng thông tin, bộ đội chủ lực miền Đông Nam Bộ. Phụ trách tổ thông tin vô tuyến điện, cung cấp tin tức kịp thời phục vụ cấp trên chỉ đạo đánh giặc. |
| Nguyễn Văn Mốt                                                      | 1941-             | Kinh    | Tp. Hồ Chí Minh       | 17/09/1967 | Trung đội phó thuộc đoàn 149, Cục hậu cần Miền. Có nhiều thành tích trong vận chuyển lương thực, thực phẩm, chiến đấu bảo vệ kho tàng. |
| Nguyễn Đức Nghĩa                                                    | 1945-             | Kinh    | Thanh Hóa             | 17/09/1967 | Trung đội phó thuộc Đại đội 2, Tiểu đoàn 7, Trung đoàn 16 bộ đội chủ lực miền Đông Nam Bộ. Tham gia trận đánh Mỹ tại Chà Dơ (Dương Minh Châu, Tây Ninh). Sau là Thiếu tá, công tác tại Ban chỉ huy quân sự huyện Hoằng Hóa. |
| Phạm Đình Nghiệp                                                    | 1943-             | Kinh    | Quảng Ngãi            | 17/09/1967 | Đại đội phó Đại đội đặc công 506A tỉnh đội Quảng Ngãi. Tham gia chiến đấu 30 trận, tự tay diệt và bắt sống 79 tên, thu 33 khẩu súng các loại, đánh hỏng một xe M.113. |
| Đinh Nghít                                                          | 1941-             | H'rê    | Quảng Ngãi            | 17/09/1967 | Trung đội phó thuộc Đại đội 2, Tiểu đoàn 20, Quân khu 5, chiến đấu 59 trận, diệt 38 tên giặc, thu 25 súng các loại, bắn rơi 1 máy bay lên thẳng, phá hủy 1 xe vận tải. |
| Nguyễn Viết Phong                                                   | 1945-1970         | Kinh    | Thừa Thiên Huế        | 17/09/1967 | Xã đội trưởng xã Mỹ Thủy, huyện Hương Thủy, tham gia chiến đấu 45 trận, diệt 112 tên địch (có 34 tên Mỹ), phá hủy 10 xe quân sự, thu nhiều vũ khí, tài liệu... |
| Từ Văn Phước                                                        | 1936-1973         | Kinh    | Bình Dương            | 17/09/1967 | Trung đội trưởng trinh sát đặc công huyện Lái Thiêu. Ba lần được tuyên dương "Dũng sĩ diệt Mỹ". |
| Nguyễn Văn Quang                                                    | 1944-             | Kinh    | Đồng Nai              | 17/09/1967 | Tiểu đội trưởng đại liên thuộc Đại đội 1, Tiểu đoàn 445, bộ đội địa phương tỉnh Bà Rịa. Trong chiến đấu diệt được 180 tên địch (có 73 lính Mỹ và 25 lính Úc), diệt 1 xe M.41 và 1 xe quân sự, thu 27 súng các loại và 2 máy thông tin. |
| Ngô Văn Rạnh                                                        | 1922-             | Kinh    | Tây Ninh              | 17/09/1967 | Đại đội bậc phó, trợ lý công binh thuộc đoàn 149, Cục hậu cần Miền. Trong 6 năm, ông và đồng đội đã mở được 29 con đường rừng dài gần 200 km, bắc 55 cầu to, nhỏ phục vụ chiến đấu, bảo đảm vận chuyển hàng hóa và thương binh. |
| Nguyễn Văn Tăng (Tư Tăng)                                           | 1932-1992         | Kinh    | Tp. Hồ Chí Minh       | 17/09/1967 | Tiểu đoàn phó biệt động Sài Gòn - Gia Định, tham gia kháng chiến từ năm 1947. Nguyên cụm trưởng cụm 3,4,5 Biệt động Sài Gòn, tham gia nghiên cứu, chỉ huy nhiều trận tập kích của lực lượng biệt động. Lữ đoàn phó kiêm Chỉ huy cánh Bắc của Lữ đoàn 316, tham gia trận đánh giữ cầu Rạch Chiếc trong Chiến dịch Hồ Chí Minh năm 1975. Sau là Đại tá, công tác tại Bộ tư lệnh Thành phố Hồ Chí Minh. |
| Ngô Lê Tân                                                          | 1933-             | Kinh    | Bình Định             | 17/09/1967 | Trưởng xưởng thông tin Quân khu 5. Nghiên cứu, cải tiến, sửa chữa các loại máy thông tin vô tuyến cho các chiến trường miền Trung Trung Bộ. |
| Lê Thị Thanh                                                        | 1932-             | Kinh    | Quảng Nam             | 17/09/1967 | Xã đội phó xã Điện Hòa. Tham gia xây dựng cơ sở, nuôi giấu, bảo vệ cán bộ cách mạng; chỉ huy đấu tranh chính trị tại xóm, quận và đồn, bốt địch. |
| Nguyễn Văn Thế                                                      | 1947-             | Kinh    | Long An               | 17/09/1967 | Tiểu đội trưởng thuộc Đại đội 1, tiểu đoàn bộ đội địa phương tỉnh Long An. Tham gia chiến đấu 26 trận, diệt 34 tên, bắt sống 12 tên, thu 19 khẩu súng các loại. |
| Nguyễn Công Tòng                                                    | 1935-             | Kinh    | Quảng Nam             | 17/09/1967 | Đại đội trưởng thuộc Tiểu đoàn 93, Trung đoàn 2, Sư đoàn 3. Tham gia chiến đấu lập nhiều thành tích trên chiến trường Tây Nguyên. |
| Ngô Thanh Trang                                                     | 1943-             | Kinh    | Quảng Ngãi            | 17/09/1967 | Trung đội trưởng du kích xã Bình Đông, tham gia chiến đấu bám trụ ở vành đai Sân bay Chu Lai lập nhiều thành tích. Sau là Chính ủy Trung đoàn 972, Bộ Chỉ huy Quân sự tỉnh Quảng Ngãi. |
| Bành Văn Trân                                                       | 1933-1967         | Kinh    | Tp. Hồ Chí Minh       | 17/09/1967 | Đặc công Sài Gòn, tham gia trận đánh sân bay Tân Sơn Nhất đêm 2 tháng 12 năm 1966. Sau bị địch bắt và đày đi Côn Đảo, ông bị sát hại trong tù năm 1968. |
| Tạ Quang Tỷ                                                         | 1925-1991         | Hoa     | Hậu Giang             | 17/09/1967 | Tiểu đoàn trưởng Tiểu đoàn 4, Trung đoàn 2, Sư đoàn 9; tham gia chiến dịch Bình Giã. Sau là Phó Tham mưu trưởng Quân đoàn 4. |
| Thanh Minh Tám (A Núk)                                              | 1935-2016         | Xơ Đăng | Gia Lai               | 17/09/1967 | Trung đội bậc trưởng, Đại đội phó đặc công khu 9 Gia Lai. Tham gia trận đánh sân bay Pleiku rạng sáng ngày 7 tháng 2 năm 1965. |
| Nguyễn Hồng Nhị                                                     | 1936-2021         | Kinh    | Bình Định             | 18/06/1969 | Đại úy, Trung đoàn phó, Trung đoàn không quân 921, phi công cấp Ace của Không quân nhân dân Việt Nam, bắn rơi 8 máy bay của Mỹ. Sau là Thiếu tướng, Phó Tư lệnh kiêm Tham mưu trưởng Quân chủng Không quân. |
| Phạm Thanh Ngân                                                     | 1939-             | Kinh    | Thái Nguyên           | 18/06/1969 | Thượng úy, Đại đội trưởng Đại đội 1, Trung đoàn Không quân 921, phi công cấp Ace của Không quân nhân dân Việt Nam, bắn rơi 8 máy bay của Mỹ. Sau là Thượng tướng, Chủ nhiệm Tổng cục Chính trị. |
| Nguyễn Văn Cốc                                                      | 1942-             | Kinh    | Bắc Giang             | 18/06/1969 | Đại úy, phi công cấp Ace thuộc Trung đoàn Không quân 921, bắn rơi 11 máy bay Mỹ. Sau là Trung tướng, Tư lệnh Quân chủng Không quân. |
| Nguyễn Huy Hồng                                                     | 1943-             | Kinh    | Hải Phòng             | 18/06/1969 | Thượng sĩ, Trung đội phó pháo cao xạ thuộc Đại đội 3, Trung đoàn 233, Sư đoàn 361, Quân chủng Phòng không - Không quân. Tham gia chiến đấu nhiều trận chống máy bay Mỹ, bảo vệ bầu trời Hà Nội. |
| Bùi Xuân Chiến                                                      | 1937-             | Kinh    | Nam Định              | 18/06/1969 | Hạ sĩ, khẩu đội trưởng pháo cao xạ 100 mm thuộc Đại đội 172, Trung đoàn 240, Sư đoàn 363, Quân chủng Phòng không - Không quân. Tham gia chiến đấu hơn 300 trận, bắn rơi nhiều máy bay Mỹ, bảo vệ an toàn các mục tiêu: Thành phố Vinh, phà Bến Thủy, cầu Lai Vu. Sau là Thiếu tá, Phó Trung đoàn trưởng Trung đoàn Phòng không 240.                                                                  |
| Ngô Văn Tác                                                         | 1939-             | Kinh    | Thanh Hóa             | 18/06/1969 | Trung úy, trưởng xe kiêm sĩ quan điều khiển thuộc Tiểu đoàn 71 tên lửa, Trung đoàn 285, Sư đoàn Phòng không 369. Tham gia điều khiển tên lửa bắn rơi nhiều máy bay Mỹ. |
| Trần Công Nhỡn                                                      | 1936-             | Kinh    | Thái Bình             | 18/06/1969 | Thượng sĩ, Trung đội trưởng lái xe thuộc Đại đội 3, Đoàn 878, Binh trạm 16, Đoàn 500 Tổng cục Hậu cần. Phụ trách vận chuyển vũ khí, lương thực phục vụ chiến trường. |
| Nguyễn Văn Chánh                                                    | 1945-2020         | Kinh    | Bạc Liêu              | 23/11/1969 | Trung tá, nguyên Phó chỉ huy trưởng động viên, Ban chỉ huy quân sự quận Thủ Đức. Tham gia trận đánh sân bay Biên Hòa, tiêu diệt nhiều sinh lực địch, phá hủy nhiều xe quân sự. |
| Bùi Ngọc Dương                                                      | 1943-1968         | Kinh    | Hà Nội                | 20/12/1969 | |
| Bế Văn Cắm                                                          | 1945-1968         | Nùng    | Cao Bằng              | 20/12/1969 | |
| Mai Năng                                                            | 1930-2019         | Kinh    | Hải Phòng             | 20/12/1969 | Chiến sĩ Đặc công nước, chỉ huy chiến dịch giải phóng Trường Sa năm 1975 |
| Nguyễn Văn Bích                                                     | 1947-1968         | Kinh    | TP.HCM                | 20/12/1969 | Trung đội phó Công binh đánh cầu Phân khu 1 Sài Gòn - Gia Định, chỉ huy nhiệm vụ đánh sập cầu Phú Cường (Bình Dương) năm 1968 |
| Nguyễn Văn Xơ                                                       | 1932-1968         | Kinh    | TP.HCM                | 20/12/1969 | Phó Chính ủy Trung đoàn 1, Sư đoàn 9, Bộ đội miền Đông Nam Bộ, chỉ huy nhiệm vụ tấn công Trung tâm Huấn luyện Quang Trung trong chiến dịch Tổng tiến công và nổi dậy mùa Xuân 1968 |
| Cao Lương Bằng                                                      | 1945-2016         | Kinh    | Quảng Bình            | 22/12/1969 | Thiếu tướng Quân đội Nhân dân Việt Nam |
| La Thị Tám                                                          | 1949-             | Kinh    | Hà Tĩnh               | 22/12/1969 | Nữ thanh niên xung phong tại Ngã Ba Đồng Lộc |
| Nguyễn Văn Hùng                                                     | 1945-1969         | Kinh    | TP.HCM                | 10/02/1970 | Chiến sĩ đặc công thủy Quân khu Sài Gòn - Gia Định, Trung Đội Phó đội Công binh LLVT Sài Gòn - Gia Định, chiến sĩ nòng cốt trong nhiệm vụ đánh sập các cây cầu huyết mạch của miền Đông Nam Bộ bao gồm: Ông Nhiêu (Thủ Đức), Chẹt Sậy (Lương Quới),Giồng Quéo (Bình Chánh), Bến Lức (Long An),... |
| Lê Hải                                                              | 1942              | Kinh    | Quảng Ngãi            | 25/08/1970 | Đại úy, Đại đội trưởng Trung đoàn Không quân 923, phi công cấp Ace của Không quân nhân dân Việt Nam, bắn rơi 6 máy bay Mỹ. Sau này là Đại tá, Sư đoàn trưởng Sư đoàn Không quân 372. |
| Đinh Thị Vân                                                        | 1916-1995         | Kinh    | Nam Định              | 25/08/1970 | Đại tá, Anh hùng đầu tiên của ngành Tình báo Quốc phòng Việt Nam |
| Hoàng Văn Cón                                                       | 1940-             | Nùng    | Cao Bằng              | 25/08/1970 | |
| Lê Mã Lương                                                         | 1950-             | Kinh    | Thanh Hóa             | 20/09/1971 | Thiếu tướng, Giám đốc Bảo tàng Lịch sử Quân sự Việt Nam |
| Lê Thị Hồng Gấm                                                     | 1951-1970         | Kinh    | Tiền Giang            | 20/09/1971 | |
| Nguyễn Hữu Trí                                                      | 1926-1993         | Kinh    | Tiền Giang            | 20/09/1971 | Trưởng phòng Tình báo chiến lược miền (J22), Nguyên Phó chỉ huy trưởng Bộ Chỉ huy quân sự Thành phố Hồ Chí Minh. |
| Phùng Quang Thanh                                                   | 1949-             | Kinh    | Hà Nội                | 20/09/1971 | Trung đội trưởng Đại đội 9, Tiểu đoàn 64, Trung đoàn 64, Sư đoàn 320 Đồng Bằng, lập thành tích trong Chiến dịch Đường 9 - Nam Lào. Sau là Đại tướng, Bộ trưởng Bộ Quốc phòng. |
| Hà Văn Vấn                                                          | 1944-             | Tày     | Bắc Kạn               | 01/10/1971 | Lái xe đường Trường Sơn |
| Hồ Thị Kỷ                                                           | 1949-1970         | Kinh    | Cà Mau                | 19/05/1972 | Nữ chiến sĩ Biệt động |
| Lê Xuân Tấu                                                         | 1944-             | Kinh    | Vĩnh Phúc             | 19/05/1972 | Tư lệnh Binh chủng Tăng-Thiết Giáp |
| Phạm Thanh Quyết                                                    | 1950-             | Tày     | Cao Bằng              | 01/05/1973 | Chiến sĩ thuộc Trung đội 4, Đại đội 91, Tiểu đoàn 35, Binh chủng Đặc công. |
| Phạm Tuân                                                           | 1947-             | Kinh    | Thái Bình             | 03/09/1973 | Chiến sĩ Đại đội 5, Trung đoàn 921, Sư đoàn 371. Người đầu tiên bắn rơi máy bay B-52 của Mỹ và trở về an toàn (27/12/1972). Người đầu tiên của Việt Nam và châu Á bay vào vũ trụ (1980). Sau là Trung tướng, Chủ nhiệm Tổng cục Công nghiệp Quốc phòng. |
| Nguyễn Minh Thắng                                                   | 1953-2011         | Kinh    | TP.HCM                | 20/12/1973 | Trung Đội phó trinh sát Tiểu đoàn Quyết Thắng, Quân khu Sài Gòn - Gia Định |
| Triệu Xuân Tâng                                                     | 1946-2021         | Nùng    | Cao Bằng              | 31/12/1973 | Chiến sĩ Binh đoàn 28, Quân khu Tây Bắc tham gia quân tình nguyện tại Lào. Sau là Trung tá, Phó chỉ huy trưởng về Chính trị, Ban Chỉ huy quân sự huyện Điện Biên. |
| Trần Tấn Mới                                                        | 1920-1990         | Kinh    | Quảng Nam             | 31/12/1973 | Đội trưởng Đội giao thông đường biển 128, có nhiệm vụ đưa đón cán bộ ra, vào hoạt động ở vùng địch và thu thập tin tức, giấy tờ, tài liệu địch. |
| Nguyễn Tiến Nhự                                                     | 1940-             | Kinh    | Hải Dương             | 31/12/1973 | Lúc tuyên dương là Chuẩn úy, Đại đội trưởng Đại đội 3, Tiểu đoàn Trinh sát kỹ thuật 35, Trung đoàn 75, Cục nghiên cứu, Bộ Tổng Tham mưu. |
| Lê Thanh Đạo                                                        | 1944-             | Kinh    | Hà Nội                | 11/01/1973 | Phi công cấp Ace của Không quân nhân dân Việt Nam. Bắn rơi 6 máy bay của Mỹ. Sau là Đại tá, Phó Ban Dân vận Trung ương. |
| Nguyễn Đức Soát                                                     | 1946-             | Kinh    | Hà Nội                | 11/01/1973 | Phi công cấp Ace của Không quân nhân dân Việt Nam. Bắn rơi 6 máy bay của Mỹ. Sau là Trung tướng, Phó Tổng tham mưu trưởng Quân đội nhân dân Việt Nam. |
| Đoàn Sinh Hưởng                                                     | 1949-             | Kinh    | Quảng Ninh            | 12/09/1975 | Tư lệnh Binh chủng Tăng Thiết Giáp, Tư lệnh Quân khu 4 |
| Phạm Xuân Ẩn (Hai Trung, X6)                                        | 1927-2006         | Kinh    | Đồng Nai              | 15/01/1976 | Thiếu tướng tình báo, nhà báo và phóng viên cho hãng tin Reuters, tạp chí Time. |
| Nguyễn Thị Ba                                                       | 1917-2016         | Kinh    | Long An               | 15/01/1976 | Thiếu tá, giao liên tình báo cụm H63, phụ trách chuyển tài liệu của Phạm Xuân Ẩn |
| Kiều Văn Niết                                                       | 1951-             | Kinh    | Thành phố Hồ Chí Minh | 24/01/1976 | Đội trưởng Trung đội Thông tin, Trung đoàn Đất Thép huyện Củ Chi (sau này đổi thành Bộ đội Biên phòng phụ trách vùng Tây Ninh), sau là Đại úy Trợ lý Chính sách Cán bộ, Cục Chính trị, Bộ Tư lệnh Biên phòng miền Nam |
| Lê Văn Tách                                                         | 1940-1973         | Kinh    | Bình Dương            | 20/10/1976 | Trung úy, chính trị viên tiểu đoàn 89 giao liên tình báo, Đoàn 22. Hy sinh ngày 27 tháng 3 năm 1973. |
| Phạm Văn Trà                                                        | 1935-             | Kinh    | Bắc Ninh              | 20/10/1976 | Đại tướng Quân đội Nhân dân Việt Nam, Bộ trưởng Quốc phòng |
| Hoàng Văn Quyết                                                     | 1952-1992         | Tày     | Lạng Sơn              | 20/10/1976 | Nguyên xạ thủ A72, Đại đội 3, Tiểu đoàn 172, Trung đoàn tên lửa 64, Sư đoàn Phòng không 361, Quân chủng Phòng không - Không quân Việt Nam |
| Nguyễn Thị Rành                                                     | 1900-1979         | Kinh    | Thành phố Hồ Chí Minh | 06/01/1978 | Chiến sĩ du kích Địa đạo Củ Chi, danh hiệu Bà mẹ Việt Nam anh hùng (truy tặng năm 1994), có 1 người chồng, 8 người con và 2 người cháu hy sinh trong 2 cuộc kháng chiến chống Pháp và Mỹ - nguỵ |
| Đặng Trần Đức                                                       | 1922-2004         | Kinh    | Hà Nội                | 06/11/1978 | Thiếu tướng tình báo, Cục trưởng Cục 12. Điệp viên nằm trong Phủ Đặc ủy Trung ương Tình báo. |
| Điểu Cải                                                            | 1948-1969         | Chơ Ro  | Đồng Nai              | 06/11/1978 | Xã đội trưởng Đội du kích Đồng Nai |
| Tôn Minh Lai                                                        |                   |         | Bình Dương            | 06/11/1978 | Giao liên tình báo nội thành Sài Gòn |
| Lê Thị Nhiễm                                                        |                   |         |                       | 06/11/1978 | Chiến sĩ giao liên tình báo thuộc Đoàn 22, Cục tham mưu Bộ tư lệnh Miền. |
| Lê Văn Vĩnh                                                         | 1926-2008         | Kinh    | Trà Vinh              | 06/11/1978 | Đại tá, Cụm trưởng Cụm H67 thuộc Phòng Tình báo B2 |
| Lê Văn Đạm                                                          | 1920-1989         | Kinh    | Thành phố Hồ Chí Minh | 06/11/1978 | Chính trị viên Xã đội An Nhơn Tây huyện Củ Chi, ngọn cờ đầu phong trào "Đào hầm địa đạo Củ Chi" |
| Hồ Thị Bời                                                          | 1925-             | Kinh    | Long An               | 06/11/1978 | Tổ trưởng tổ giao liên tình báo Đoàn 22 |
| Nguyễn Văn Thương                                                   | 1938-2018         | Kinh    | Tây Ninh              | 06/11/1978 | Thiếu tá, giao liên tình báo. Bị Mỹ - ngụy cưa chân 6 lần. |
| Tống Viết Dương                                                     | 1924-             | Kinh    | Cà Mau                | 06/11/1978 | Đại tá đặc công |
| Trần Văn Đang                                                       | 1942-1965         | Kinh    | Vĩnh Long             | 06/11/1978 | Chiến sĩ Biệt động Sài Gòn |
| Ngô Văn Cấn                                                         | 1936-1972         | Kinh    | Bến Tre               | 06/11/1978 | Tiểu đoàn trưởng tiểu đoàn 9 bộ binh, |
| Phan Trung Kiên                                                     | 1946-             | Kinh    | Thành phố Hồ Chí Minh | 06/11/1978 | Thượng tướng Quân đội Nhân dân, nguyên Ủy viên Ban Chấp hành Trung ương Đảng Cộng sản Việt Nam khóa VIII, IX, X, nguyên Tư lệnh Quân khu 7 (1997 - 2002), Thứ trưởng Bộ Quốc phòng Việt Nam (2002 - 2011) |
| Trần Văn Xuân                                                       | 1948-             | Kinh    | Hà Nội                | 06/11/1978 | Chính trị viên phó Đại đội 3, Nguyên xạ thủ A72, Đại đội 3, Tiểu đoàn 172, Trung đoàn tên lửa 64, Sư đoàn Phòng không 361, Quân chủng Phòng không - Không quân Việt Nam. Thượng Tá Quân đội Nhân dân Việt Nam, Kỹ sư Thủy Lợi. |
| Nguyễn Thanh Sơn                                                    | 1945-1978         | Kinh    | An Giang              | 06/11/1978 | Thiếu tá - tham mưu trưởng trung đoàn e163 |
| Bùi Anh Tuấn                                                        | 1953-1973         | Kinh    | Vĩnh Phúc             | 06/11/1978 | |
| Lê Thế Trung                                                        | 1928-             | Kinh    | Hà Nội                | 06/11/1978 | Thiếu tướng Quân y |
| Nguyễn Văn A                                                        | 1947-1980         | Kinh    | Thành phố Hồ Chí Minh | 06/11/1978 | Thiếu úy Công an Nhân dân, Chỉ huy Trưởng nhiệm vụ đánh chiếm Tiểu khu Gia Định trong Chiến dịch Hồ Chí Minh tháng 4 năm 1975 |
| Võ Văn Điều                                                         | 1924-1968         | Kinh    | Thành phố Hồ Chí Minh | 06/11/1978 | Tiểu đoàn trưởng Tiểu đoàn 261 phá hủy 9/13 xe tăng M.13 trong trận Ấp Bắc (Mỹ Tho), được mệnh danh là "Anh hùng Ấp Bắc" (1963), sau này là Trung đoàn trưởng Trung đoàn 31 Phân khu Bắc Long An, chỉ huy quân giải phóng đánh vào Trung tâm Bưu chính Phú Lâm Quận 6 trong chiến dịch Mậu Thân 1968                                                                                                 |
| Bùi Quang Hảo                                                       | 1931-             | Kinh    | Thành phố Hồ Chí Minh | 06/11/1978 | Chính trị viên, lãnh đạo phong trào mít tinh quần chúng nhân dân tại các địa phương: Củ Chi, Hóc Môn, Trảng Bàng, Bến Cát, Dầu Tiếng,... |
| Lê Văn Thế                                                          | 1941-1971         | Kinh    | Thành phố Hồ Chí Minh | 06/11/1978 | Huyện đội trưởng huyện Củ Chi, tỉnh Gia Định |
| Huỳnh Minh Mương                                                    | 1940-1970         | Kinh    | Thành phố Hồ Chí Minh | 06/11/1978 | Trung đội trưởng đơn vị bảo vệ Khu ủy Sài Gòn - Gia Định |
| Phạm Văn Trọng                                                      | 1946              | Kinh    | Thành phố Hồ Chí Minh | 06/11/1978 | Thượng úy Quân đội Nhân dân Việt Nam, Bác sĩ Quân Y Viện 2 thuộc Bộ Tư lệnh TP.HCM |
| Lê Thị Pha                                                          | 1942-1972         | Kinh    | Thành phố Hồ Chí Minh | 16/11/1978 | Đại đội trưởng Đại đội nữ Pháo binh Y2 Đại Lào, Bảo Lộc (Tỉnh Lâm Đồng) |

## Danh sách các cá nhân được tặng, truy tặng danh hiệu từ 1979 - 2000
Danh sách các Anh hùng được tuyên dương trong các cuộc chiến tranh bảo vệ Tổ quốc, làm nhiệm vụ quốc tế và trong công cuộc đổi mới đất nước từ năm 1979 đến năm 2000.
| Họ và tên          | Năm sinh- năm mất | Dân tộc | Quê quán          | Năm phong  | Chức vụ và thành tích |
| ------------------ | ----------------- | ------- | ----------------- | ---------- | --- |
| Trương Hữu Dem     | 1932-             | Tày     | Cao Bằng          | 1979       | |
| Bùi Thanh Hường    | 1949 -            | Kinh    | Nghệ An           | 1979       | Thượng tá, Tham mưu phó Sư đoàn 324 |
| Hồ Thị Bi          | 1916-2011         | Kinh    | TP HCM            | 1980       | Nữ chỉ huy quân sự lừng danh trong Chiến tranh Đông Dương và Chiến tranh Việt Nam, được Chủ tịch Hồ Chí Minh đặt biệt danh "Nữ kiệt miền Đông"                                                                                        |
| Dương Đức Thùng    | 1954-             | Nùng    | Cao Bằng          | 1983       | Tham gia Chiến dịch phản công biên giới Tây Nam |
| Đỗ Xuân Hợp        | 1906-1985         | Kinh    | Hà Nội            | 1985       | Giáo sư, bác sĩ giải phẫu; Giám đốc Học viện Quân y |
| Nguyễn Văn Đệ      | 1932-             | Kinh    | Hà Nội            | 1985       | Đại tá, Kỹ sư điều khiển tên lửa, Ủy viên Đoàn Chủ tịch Ủy ban Trung ương Mặt trận Tổ quốc Việt Nam lần thứ 3. |
| Nguyễn Hữu Vị      | 1930-2018         | Kinh    | Bến Tre           | 1985       | Tham gia Chiến tranh Việt Nam |
| Phùng Hồng Lâm     |                   |         |                   | 13/12/1989 | Đại tá, người chỉ huy trận đánh B52 ở sân bay U-Tapao năm 1968. |
| Lê Bình            | 1924-1945         | Kinh    | Hà Tĩnh           | 1990       | Chỉ huy đội cảm tử quân Quốc gia tự vệ cuộc Cần Thơ, người chỉ huy trận tập kích đồn Cái Răng 1945. |
| Đỗ Kim Tuyến       | 1958-             | Kinh    | Thái Bình         | 17/08/1990 | Tiến sĩ Luật, Trung tướng, Phó Tổng cục trưởng Tổng cục Cảnh sát Phòng chống tội phạm, Bộ Công an |
| Phan Thị Ràng      | 1937-1962         | Kinh    | An Giang          | 20/12/1994 | Liệt sĩ, tham gia chiến đấu tại huyện Hòn Đất, tỉnh Kiên Giang. Hy sinh ngày 9 tháng 1 năm 1962. Nguyên mẫu nhân vật chị Sứ trong tiểu thuyết Hòn Đất.                                                                                |
| Nguyễn Thành Trung | 1947-             | Kinh    | Bến Tre           | 1994       | Phó Tổng Giám đốc Vietnam Airlines, Đại tá Không quân Nhân dân Việt Nam |
| Ngô Thất Sơn       | 1919-1952         | Kinh    | An Giang          | 1994       | Chiến sĩ du kích thời chống Pháp |
| Vũ Xuân Thiều      | 1945-1972         | Kinh    | Nam Định          | 1994       | Thượng úy Quân đội Nhân dân Việt Nam, phi công MiG-21 |
| Nguyễn Ngọc Bảo    | 1927-1954         | Kinh    | Ninh Bình         | 30/08/1995 | Tiểu đoàn phó, Tiểu đoàn 122, Cục Quân báo, Bộ Tổng Tham mưu. Người chỉ huy trận đánh thu được tấm bản đồ Điện Biên Phủ của Pháp. Ông hy sinh ngày 8 tháng 4 năm 1954 trong chiến dịch Điện Biên Phủ.                                 |
| Phạm Ngọc Thảo     | 1922-1965         |         |                   | 30/08/1995 | Đại tá tình báo Trung ương hoạt động trong lòng địch tại miền Nam. Hy sinh ngày 17 tháng 7 năm 1965. |
| Nguyễn Thị Nê      | 1947-1969         | Kinh    | TP.HCM            | 30/08/1995 | Nữ du kích Củ Chi, huyện đội phó huyện đội Nam Củ Chi, người được thay mặt Đại hội Anh hùng chiến sĩ thi đua toàn Miền Nam lần thứ 2 (1967) viết thư gửi Bác Hồ để báo cáo tình hình hoạt động cách mạng của lực lượng du kích Củ Chi |
| Nguyễn Thị Định    | 1920-1992         | Kinh    | Bến Tre           | 1995       | Thiếu tướng Quân đội Nhân dân Việt Nam, Phó Chủ tịch Hội đồng Nhà nước |
| Hà Văn Chúc        | 1938-1968         | Kinh    | Vĩnh Phúc         | 1995       | Phi công Không quân Nhân dân Việt Nam |
| Lê Hữu Thúy        | 1926-2000         | Kinh    | Thanh Hóa         | 29/01/1996 | Đại tá, cán bộ tình báo chiến lược thuộc lưới tình báo A22. |
| Nguyễn Ngọc Nại    | ?-1947            | Kinh    |                   | 1996       | Đội trưởng đội du kích Hồng Hà |
| Trần Công An       | 1920-2008         | Kinh    | Đồng Nai          | 1996       | Đại tá công binh |
| Trần Văn Tư        | 1950-1975         | Kinh    | Bến Tre           | 1996       | Đội phó Đội Trinh sát Vũ trang Bến Tre |
| Lê Hữu Thúy        | 1926-             | Kinh    | Thanh Hóa         | 1996       | Điệp viên tình báo thời chống Mỹ |
| Lê Độ              | 1941-1965         | Kinh    | Đà Nẵng           | 1997       | Chiến sĩ biệt động thành phố Đà Nẵng |
| Hoàng Lê Kha       | 1917–1960         | Kinh    | Thanh Hóa         | 23/7/1997  | Ủy viên thường vụ Tỉnh ủy Tây Ninh, bị hành quyết bằng máy chém dưới thời Ngô Đình Diệm. |
| Dương Văn Mạnh     | 1930–1946         | Kinh    | Bà Rịa – Vũng Tàu | 23/7/1997  | Các liệt sĩ thiếu niên Việt Nam. |
| Lưu Quý An         | 1940–1953         | Kinh    | Vĩnh Phúc         | 23/7/1997  | Các liệt sĩ thiếu niên Việt Nam. |
| Trần Văn Hai       | 1951–1968         | Kinh    | Quảng Nam         | 23/7/1997  | Các liệt sĩ thiếu niên Việt Nam. |
| Dương Văn Nội      | 1932–1947         | Kinh    | Hà Nam            | 23/7/1997  | Đội thiếu niên cứu quốc thủ đô. |
| Kim Đồng           | 1929–1943         | Nùng    | Cao Bằng          | 23/7/1997  | Đội trưởng đầu tiên của Đội Thiếu niên Tiền phong Hồ Chí Minh |
| Nguyễn Văn Giai    | 1940-1968         | Kinh    | Bắc Ninh          | 31/07/1998 | Chuẩn úy, Tổ trưởng cơ yếu B49 phòng tình báo Miền J22. Hy sinh khi chống địch càn quét ngày 26 tháng 12 năm 1968 tại An Tịnh, huyện Trảng Bàng, tỉnh Tây Ninh.                                                                       |
| Hoàng Minh Đạo     | 1923-1969         |         |                   | 1998       | Liệt sĩ, Trưởng phòng Tình báo đầu tiên của Quân uỷ hội. Hy sinh do bị phục kích trên đường đi công tác tại sông Vàm Cỏ Đông đoạn qua ấp An Thới, xã An Hòa, huyện Trảng Bàng, tỉnh Tây Ninh đêm 24 tháng 12 năm 1969.                |
| Nguyễn Văn Minh    |                   |         |                   | 1999       | Đại tá, Nhân viên văn thư của Văn phòng Tổng tham mưu trưởng Quân lực Việt Nam Cộng hoà. |
| Dương Minh Châu    | 1912-1947         | Kinh    | Tây Ninh          | 1998       | Chủ tịch Ủy ban hành chính kháng chiến tỉnh Tây Ninh |
| Hoàng Minh Đạo     | 1923-1969         | Kinh    | Quảng Ninh        | 1999       | Phó Ban binh vận Trung ương cục Miền Nam, Chỉ huy tình báo chiến lược |
| Trần Văn Kiểu      | 1918-1968         | Kinh    | Hà Tĩnh           |            | Thủ lĩnh phong trào công nhân tại Nam Bộ, sau bị chính quyền VNCH thủ tiêu. |
| Y Blok Êban        | 1921-2018         | Ê Đê    | Đắk Lắk           |            | Thiếu tướng, nguyên Chủ tịch Ủy ban quân quản Đắk Lắk, nguyên Chủ tịch Uỷ ban nhân dân tỉnh Đắk Lắk, nguyên quyền Tư lệnh Quân khu 6.                                                                                                 |

## Danh sách các cá nhân được tặng, truy tặng danh hiệu từ 2000 - nay
| Họ và tên                                                         | Năm sinh- năm mất | Dân tộc | Quê quán                          | Năm phong  | Chức vụ và thành tích |
| ----------------------------------------------------------------- | ----------------- | ------- | --------------------------------- | ---------- | --- |
| Trần Văn Ơn                                                       | 1931-1950         | Kinh    | Bến Tre                           | 22/02/2000 | Học sinh trường Petrus Ký tham gia biểu tình chống thực dân Pháp, bị lính Pháp bắn chết khi chưa tròn 18 tuổi. |
| Trần Bội Cơ                                                       | 1932-1950         | Hoa     | Vĩnh Long                         | 22/03/2000 | Học sinh trường Phúc Kiến tham gia biểu tình chống thực dân Pháp. Sau bị lính Pháp bắt giam và tra tấn dã man, chị qua đời khi chưa tròn 18 tuổi. |
| Ngô Quang Nhã                                                     | 1936-1964         | Kinh    | Bạc Liêu                          | 28/04/2000 | Chiến sĩ du kích xã Châu Thới. Tham gia 44 trận đánh, diệt và làm thiệt hại 30 xe quân sự, diệt 4 đồn, giải phóng 2 xã, thu nhiều vũ khí quân trang, quân dụng. Hy sinh trong cuộc tập kích vào đoàn xe địch trên đoạn cầu Phú Giáo năm 1964.                                                                                     |
| Lê Gia Đỉnh                                                       | 1920-1946         | Kinh    | Hải Dương                         | 28/04/2000 | Chính trị viên Đại đội 1, Đại đội chiến sĩ cảm tử thuộc Tiểu đoàn 101 Vệ quốc đoàn. Hy sinh khi dùng bom ba càng diệt xe tăng Pháp ngày 20 tháng 12 năm 1946. |
| Hoàng Văn Nô Lưu trữ ngày 16 tháng 5 năm 2023 tại Wayback Machine | 1932-1954         | Tày     | Cao Bằng                          | 28/04/2000 | "Dũng sĩ đâm lê" trong Chiến dịch Điện Biên Phủ. Hy sinh trong trận đánh tại đồi Xanh, bản Tà Lèng ngày 31 tháng 1 năm 1954. |
| Trần Huyền                                                        | 1940-1967         | Kinh    | Nghệ An                           | 28/04/2000 | Đại đội phó Đại đội 2, Tiểu đoàn 74 thuộc Cục Tình báo (Bộ Tổng tham mưu). Hy sinh ngày 17 tháng 8 năm 1967 tại căn cứ Cồn Tiên - Dốc Miếu, Quảng Trị. |
| Bùi Thế Sách                                                      | ?-1968            |         |                                   | 04/2000    | Thượng úy, Phòng điệp báo ngoài nước (nay là Cục 25, Tổng cục II). Hy sinh trong trận đánh sân bay Udon, phá hủy 4 máy bay F5 của Mỹ (05/1968). |
| Lê Đức Mục                                                        | ?-1968            |         |                                   | 04/2000    | Trung úy, Phòng điệp báo ngoài nước (nay là Cục 25, Tổng cục II). Hy sinh trong trận đánh sân bay Udon, phá hủy 4 máy bay F5 của Mỹ tại Thái Lan (05/1968). |
| Nguyễn Văn Thoa                                                   | 1952-             | Kinh    | Vĩnh Phúc                         | 08/11/2000 | Thiếu úy bộ đội tên lửa, trong 6 trận tham gia chiến đấu đã bắn rơi 13 máy bay Mỹ với 18 quả đạn tên lửa A72. |
| Lê Thị Riêng                                                      | 1925-1968         | Kinh    | Bạc Liêu                          | 10/04/2001 | Trưởng ban Phụ nữ vận Khu ủy Sài Gòn - Gia Định, lãnh đạo phong trào phụ nữ khu vực Sài Gòn, Chợ Lớn. Bị địch thủ tiêu vào đêm ngày 31 tháng 1 năm 1968 (mùng 2 Tết Mậu Thân). |
| Lê Lương                                                          | 1916-1947         | Kinh    | Quảng Ninh                        | 27/02/2002 | Tiểu đoàn trưởng Tiểu đoàn 426 (nay là Lữ đoàn 74, Tổng cục II). Hy sinh trong trận đánh đồn Na U - đồn cắt trục đường số 4, con đường chiến lược nối Đông Bắc với Việt Bắc ngày 28 tháng 10 năm 1947. |
| Hà Văn Nọa                                                        | 1928-1954         | Kinh    | Hải Dương                         | 16/12/2004 | Đại đội trưởng Đại đội 243, Tiểu đoàn 11, Trung đoàn 141, Đại đoàn 312. Trực tiếp chiến đấu trong trận Him Lam mở màn Chiến dịch Điện Biên Phủ. Hy sinh bên bờ sông Nậm Rốm trong trận tấn công đợt 2 Chiến dịch Điện Biên Phủ trưa ngày 2 tháng 4 năm 1954.                                                                      |
| Nguyễn Văn Lộc                                                    |                   |         |                                   | 05/2005    | |
| Nguyễn Văn Kỷ                                                     |                   |         |                                   | 05/2005    | |
| Nguyễn Văn Phấn                                                   |                   |         |                                   | 05/2005    | |
| Nguyễn Xuân Hòe                                                   | 1923-1978         | Kinh    | Quảng Bình                        | 05/2005    | Điệp viên lưới tình báo A22, Ủy viên đặc biệt Phủ tổng thống. |
| Nguyễn Văn Tàu (Tư Cang)                                          | 1928-             | Kinh    | Bà Rịa – Vũng Tàu                 | 2005       | Đại tá, Nguyên Phó Chính ủy phòng Tình báo Bộ tham mưu B2 |
| Đỗ Thị Sinh (Minh Hà)                                             | 1925 - 194        | Kinh    | Canh Nậu, Thạch Thất, Hà Nội      | 24/6/2005  | Tinh uỷ viên tỉnh Quảng Yên (nay là Quảng Ninh) |
| Lâm Thị Phấn                                                      |                   | Kinh    |                                   |            | Thiếu tá, nguyên mẫu nhân vật Bạch Cúc trong bộ phim Người đẹp Tây Đô. |
| Đặng Thùy Trâm                                                    | 1942-1970         | Kinh    | Hà Nội                            | 2006       | Bác sĩ, |
| Lê Văn Dỵ                                                         | 1926-1970         | Kinh    | Vĩnh Phúc                         | 2008       | Tham gia Chiến dịch Điện Biên Phủ |
| Hoàng Ngân                                                        | 1921-1949         | Kinh    | Hải Phòng                         | 2008       | Bí thư Trung ương Hội Phụ nữ cứu quốc Việt Nam |
| Lâm Viết Hữu                                                      | 1926-             | Kinh    | Hà Nội                            | 2009       | Tham gia Chiến dịch Điện Biên Phủ |
| Hồ Văn Mười                                                       | 1940              | Kinh    | Tiền Giang                        | 2010       | Nguyên Bí thư Chi bộ xã Thới Sơn, nguyên Phó Bí thư Tỉnh ủy, Chủ tịch Ủy ban nhân dân tỉnh Tiền Giang. Đạt nhiều thành tích trong kháng chiến chống Mỹ |
| Lê Tấn Quốc                                                       | 1919-1968         | Kinh    |                                   |            | Chiến sĩ Biệt động Sài Gòn |
| Lê Tấn Quốc                                                       | 1927-2006         | Kinh    | TP HCM                            | 2010       | Đại tá Quân đội Nhân dân Việt Nam, Biệt động Sài Gòn |
| Huỳnh Văn Nghệ                                                    | 1914-1977         | Kinh    | Bình Dương                        | 2010       | Nhà hoạt động cách mạng và là một chỉ huy quân sự, đồng thời là một thi sĩ nổi tiếng |
| Giáp Văn Cương                                                    | 1921-1990         | Kinh    | Bắc Giang                         | 2010       | Đô đốc đầu tiên và Tư lệnh Hải quân Nhân dân Việt Nam |
| Hoàng Kim Giao                                                    | 1942-1968         | Kinh    | Hải Phòng                         | 2010       | Thiếu úy, nghiên cứu viên Viện Kỹ thuật Quân sự |
| Chu Cẩm Phong                                                     | 1941-1971         | Kinh    | Quảng Nam                         | 2010       | Công tác tại Ban Tuyên huấn Khu V, sau làm phóng viên thông tấn rồi chuyển sang làm việc tại Tiểu ban Văn nghệ Khu V. Nhà văn thuộc Hội Nhà văn Việt Nam |
| Lục Sĩ Thành                                                      | 1924-1946         | Kinh    | Cần Thơ                           | 2010       | Chiến sĩ du kích Trà Ôn |
| Lương Văn Tụy                                                     | 1914-1932         | Kinh    | Ninh Bình                         | 2010       | Chiến sĩ trẻ cắm cờ búa liềm trên núi Non Nước, Ninh Bình |
| Nguyễn Thái Bình                                                  | 1948-1972         | Kinh    | Long An                           | 2010       | Sinh viên trường Cao đẳng Nông lâm ở Sài Gòn dưới chế độ Việt Nam Cộng hòa. Tham gia nhiều phong trào phản chiến, trả tự do cho chiến sĩ cộng sản, đòi Mỹ rút quân và thay đổi chế độ ở miền Nam Việt Nam. |
| Nguyễn Thanh Tùng (Mười Cơ)                                       | 1925-1993         | Kinh    | Tây Ninh                          | 23/02/2010 | Đại tá, nguyên Phó phòng Tình báo Miền (J22), Bộ Tham mưu Quân Giải phóng miền Nam. |
| Clâu Nâm                                                          | 1930–2018         | Kinh    | Quảng Nam                         | 28/5/2010  | Tiểu Đoàn trưởng, Chỉ huy Trưởng đơn vị D65 đường Trường Sơn. |
| Nguyễn Thị Thanh Xuân (Hai Kim, T2)                               |                   | Kinh    |                                   | 28/5/2010  | Tổ trưởng tổ điệp báo chiến lược H3, Cụm Tình báo A33, Phòng Tình báo Miền J22. |
| Hồ Hảo Hớn                                                        | 1926-1967         | Kinh    | Bến Tre                           | 2011       | Bí thư Thành Đoàn đầu tiên của Sài Gòn - Gia Định |
| Lê Văn Một                                                        | 1921-1982         | Kinh    | Tiền Giang                        | 2011       | Thuyền trưởng tàu không số đầu tiên của tuyến Đường mòn Hồ Chí Minh trên biển |
| Châu Văn Mẫn                                                      | 1950              | Kinh    | Quảng Nam                         | 2011       | Trung tướng Công an Nhân dân Việt Nam |
| Phan Hoan                                                         | 1927-2014         | Kinh    | Điện Nam - Điện Bàn - Quảng Nam   | 2012       | Trung tướng, Tư lệnh Quân Khu 5 |
| Nguyễn Văn Y                                                      | 1909 - 1970       | Kinh    | Hà Nội                            | 2012       | Quyền Trưởng ban An ninh Khu 8 (Trung Nam Bộ); Trưởng ty An ninh tỉnh Mỹ Tho (Tiền Giang), tỉnh Long Châu Sa |
| Đỗ Sa (Đỗ Châu Sa)                                                | 1930-2022         | Kinh    | Đà Nẵng                           | 2012       | Đại tá, Tiểu đội trưởng D20 (1947-1954 Chiến thắng Bồ Bồ); Tiểu đoàn trưởng D70, (1962-1965 Chiến thắng Núi Thành, Chiến thắng Đông Dương); Trung đoàn trưởng E21, F2 (1965-1968); E141B mặt trận 4 (1968-1970); Lữ trưởng Lữ 52, Sư đoàn phó - Tham mưu trưởng F2, (1970-1975); Phó Sư đoàn trưởng F859 (1981-1986) – Quân khu 5 |
| Nguyễn Đức Hùng                                                   | 1928-2012         | Kinh    | Hà Tĩnh                           | 2012       | Chỉ huy trưởng của lực lượng Biệt động Sài Gòn-Gia Định |
| Bùi Quang Thận                                                    | 1948-2012         | Kinh    | Thái Bình                         | 30/10/2013 | Nguyên Đại đội trưởng Đại đội 4, Tiểu đoàn 2, Lữ đoàn Xe tăng 203, Quân đoàn 2. Chỉ huy xe tăng 843 tiến vào Dinh Độc Lập vào ngày 30 tháng 4 năm 1975, là người đầu tiên cắm cờ Mặt trận Dân tộc giải phóng miền Nam Việt Nam lên nóc Dinh Độc Lập.                                                                              |
| Khuất Duy Tiến                                                    | 1931-             | Kinh    | Hà Nội                            | 30/10/2013 | Trung tướng, nguyên Tư lệnh Quân đoàn 3, Cục trưởng Cục Quân lực Bộ Tổng tham mưu, nguyên Trung đoàn trưởng Trung đoàn 64, Sư đoàn 320, Quân đoàn 3. |
| Trần Việt                                                         | 1946-             | Kinh    | Bình Định                         | 30/10/2013 | Thiếu tướng, nguyên Phó Tư lệnh Quân chủng Phòng không - Không quân, nguyên phi công Đại đội 3, Trung đoàn 921, Sư đoàn Không quân 371. |
| Nguyễn Văn Chuyên                                                 | 1932-             | Kinh    | Bình Định                         | 30/10/2013 | Đại tá, nguyên Phó Ban dẫn đường, Bộ Tham mưu, nguyên Phó tham mưu trưởng Quân chủng Phòng không - Không quân. |
| Đinh Thế Văn                                                      | 1938-             | Kinh    | Hà Nội                            | 30/10/2013 | Đại tá, nguyên Tiểu đoàn trưởng, Tiểu đoàn 77, Trung đoàn 257, Sư đoàn 361, nguyên Trưởng ban Huấn luyện chiến dịch Quân chủng Phòng không - Không quân. Tiểu đoàn 77 đã bắn rơi 4 máy bay B52 của Mỹ trong chiến dịch Điện Biên Phủ trên không.                                                                                  |
| Bùi Tiến Hợp                                                      | 1954-             | Kinh    | Vĩnh Phúc                         | 30/10/2013 | Nguyên chiến sĩ lái xe tăng thiết giáp, Trung đoàn Tăng-Thiết giáp 574, Quân khu 5. Tham gia giải phóng Đà Nẵng và chiến dịch Hồ Chí Minh. |
| Lê Duy Ứng                                                        | 1947-             | Kinh    | Quảng Bình                        | 30/10/2013 | Đại tá, họa sĩ, nhà điêu khắc; nguyên Trợ lý Phòng Tuyên huấn, Cục Chính trị, Quân đoàn 2. Người đã vẽ chân dung chủ tịch Hồ Chí Minh bằng máu của mình khi bị thương mù cả hai mắt ngay trên chiến trường năm 1975. |
| Phạm Hồng Lợi                                                     | 1950-             | Kinh    | Cà Mau                            | 30/10/2013 | Trung tướng, nguyên Phó Tổng tham mưu trưởng, nguyên Đại đội trưởng Đại đội súng máy Phòng không 12,7mm, Trung đoàn 1, Sư đoàn 330, Quân khu 9. |
| Nguyễn Thanh Dũng                                                 | 1949-2021         | Kinh    | Bạc Liêu                          | 30/10/2013 | Thiếu tướng, nguyên Ủy viên Thường trực Ủy ban Kiểm tra Quân ủy Trung ương, nguyên Chủ nhiệm Chính trị Quân khu 9, nguyên Chính trị viên Đại đội 6, Trung đoàn 1, Sư đoàn 330, Quân khu 9. |
| Lê Bá Ước                                                         | 1931-2016         | Kinh    | Kiên Giang                        | 2013       | Đại tá, nguyên Đoàn trưởng kiêm Chính ủy Đoàn 10 đặc công Rừng Sác. |
| Trương Đức Hai                                                    | 1950-             | Kinh    | Quảng Trị                         | 2013       | Xã đội trưởng xã Gio Sơn, huyện Gio Linh, tỉnh Quảng Trị |
| Nguyễn Công Bao                                                   | 1947-1973         | Kinh    | Quảng Ninh                        | 25/04/2013 | Thượng sĩ, Trung đội trưởng, chiến sỹ cảm tử Đại đội 5, Đoàn 10, đặc công Rừng Sác. Hy sinh trong trận đánh đêm ngày 2 rạng sáng ngày 3 tháng 12 năm 1973, thiêu huỷ toàn bộ căn cứ Tổng kho xăng dầu Nhà Bè của Mỹ - Ngụy bên sông Lòng Tàu.                                                                                     |
| Nguyễn Văn Lập (Kostas Sarantidis)                                | 1927-2021         | Kinh    | Hy Lạp                            | 23/05/2013 | Nguyên Chiến sĩ quốc tế, Trung đoàn 803, Trung đoàn 108, Liên khu 5; chiến sĩ người nước ngoài duy nhất được phong tặng danh hiệu Anh hùng Lực lượng vũ trang nhân dân. |
| Trịnh Văn Huyền                                                   | 1930-             | Kinh    | Hà Tĩnh                           | 23/07/2014 | Thanh niên xung phong (TNXP) tham gia phục vụ Chiến dịch Điện Biên Phủ tại ngã ba Cò Nòi, đèo Pha Đin. Có nhiều sáng kiến, dũng cảm, gan gạ. Nhiều lần được Chủ tịch Hồ Chí Minh khen ngợi. |
| Cao Xuân Thọ                                                      | 1926-             | Kinh    | Thanh Hóa                         | 23/07/2014 | Đội trưởng Đội phá bom, Đại đội 404 (thuộc Đội 40 TNXP), phụ trách phá bom, thông đường tại ngã ba Cò Nòi và đường ngầm Hát Lót (Sơn La) phục vụ Chiến dịch Điện Biên Phủ. |
| Nguyễn Tiến Thụ                                                   | 1934-             | Kinh    | Bắc Ninh                          | 23/07/2014 | Đội phó Đội phá bom, Đại đội 404 (thuộc Đội 40 TNXP), phụ trách phá bom, thông đường tại ngã ba Cò Nòi và đường ngầm Hát Lót (Sơn La) phục vụ Chiến dịch Điện Biên Phủ. |
| Nguyễn Như Trang                                                  | 1927-1948         | Kinh    | Cao Xá, Lâm Thao, Phú Thọ         | 21/10/2014 | Tiểu đoàn phó tiểu đoàn 150, Trung đoàn 52 Tây Tiến. Hy sinh khi đang đi trinh sát tại Lạc Sơn, Hòa Bình. |
| Nguyễn Ngọc Ẩn (Tư Ẩn)                                            | 1954              |         |                                   | 20/1/2015  | Đại tá, Đội trưởng Đội 20, Đoàn 817 - đơn vị Tình báo hành động, phụ trách đánh bắt của Tình báo tại Campuchia, Nay thuộc Cục 12. |
| Tám Lê Thanh                                                      | 1925-2006         |         | Thành phố Hồ Chí Minh             | 25/04/2015 | Trung tướng, Phó Tư lệnh Bộ đội biên phòng. Nguyên Chính ủy Quân khu Sài Gòn - Gia Định. |
| Trần Hải Phụng (Hai Phụng)                                        | 1925-1997         | Kinh    | Hà Tĩnh                           | 25/04/2015 | Thiếu tướng, nguyên Tư lệnh Quân khu Sài Gòn – Gia Định, Phó Tư lệnh Quân khu 7. Phó Trưởng đoàn chuyên gia 385 đặc trách về công tác phòng thủ đô thị cho Cuba. |
| Trần Văn Lai (Mai Hồng Quế)                                       | 1920-2002         | Kinh    | Thái Bình                         | 25/04/2015 | Thượng úy, đơn vị 159 biệt động Quân khu Sài Gòn - Chợ Lớn - Gia Định. |
| Phạm Văn Hoa                                                      |                   |         |                                   | 25/04/2015 | Cơ sở mật nuôi giấu cán bộ cao cấp của Đảng, số 99/9 đường Nguyễn Văn Học, quận Bình Thạnh. |
| Huỳnh Lan Khanh                                                   | 1948-1968         | Kinh    | Bến Tre                           | 25/04/2015 | Liệt sĩ, nguyên chiến sĩ Cơ quan Trung ương Mặt trận Dân tộc giải phóng miền Nam Việt Nam. Con gái của Chủ tịch Chính phủ Cách mạng lâm thời Cộng hòa miền Nam Việt Nam Huỳnh Tấn Phát. |
| Lê Thị Thu Nguyệt                                                 | 1944-             | Kinh    | Thành phố Hồ Chí Minh             | 25/04/2015 | Cán bộ đội biệt động 159 Quân khu Sài Gòn - Chợ Lớn - Gia Định. |
| Thái Phước Hiệp                                                   | 1934              | Kinh    | Điện Phước - Điện Bàn - Quảng Nam | 25/04/2015 | Đại tá, Phó chỉ huy trưởng Bộ chỉ huy quân sự tỉnh Kon Tum |
| Nguyễn Bá Ngọc                                                    | 1952-1965         | Kinh    | Thanh Hóa                         | 10/12/2015 | Liệt sĩ, người đã lấy thân mình che chở cho các em nhỏ khi quân Mỹ ném bom vào khu vực cầu Ghép ngày 4 tháng 4 năm 1965. Hy sinh ngày 5 tháng 4 năm 1965 do vết thương quá nặng khi mới 13 tuổi. |
| Tô Quyền                                                          | 1929 - 1996       | Kinh    | Hưng Yên                          | 7/2015     | Đại tá Công an Nhân dân Việt Nam có công với Cách mạng |
| Vũ Văn Hiếu                                                       | 1907-1943         | Kinh    | Nam Định                          | 2015       | Bí thư đầu tiên của Đặc khu mỏ Quảng Ninh |
| Nguyễn Văn Toản                                                   | 1951              | Kinh    | Phú Thọ                           | 2015       | |
| Trần Quang Thắng                                                  | 1953-             | Kinh    | Lạng Sơn                          | 2015       | |
| Lê Văn Tẩu                                                        | 1929-             | Kinh    | Hưng Yên                          | 27/01/2016 | Thiếu tướng, nguyên Tổng cục trưởng Tổng cục Hậu cần, Bộ Công an. |
| Hoàng Hữu Kháng                                                   | 1912-1993         | Kinh    | Thái Bình                         | 27/01/2016 | Đại tá, nguyên Cục trưởng Cục Cảnh vệ (nay là Bộ tư lệnh Cảnh vệ), cận vệ của Chủ tịch Hồ Chí Minh từ tháng 5 năm 1945 cho đến khi Người qua đời. |
| Trần Kim Chiến                                                    | 1928-1967         | Kinh    | Hà Nội                            | 27/01/2016 | Liệt sĩ, nguyên Phó trưởng ty Công an Lào Cai. Hy sinh tháng 8 năm 1967 tại xã Phan Thanh, huyện Phan Lý Chàm (nay là huyện Bắc Bình), tỉnh Bình Thuận. |
| Lê Thị Minh (Hai Minh)                                            |                   | Kinh    | Hậu Giang                         | 27/01/2016 | Ban An ninh - quân sự huyện Long Mỹ, tỉnh Hậu Giang. Trong chiến đấu đã diệt 19 tên địch, làm bị thương 38 tên; dẫn đầu nhiều đoàn biểu tình với hàng nghìn lượt đồng bào tham gia đấu tranh chính trị với địch. |
| Nguyễn Đức Minh                                                   | 1931-             | Kinh    | Hưng Yên                          | 27/01/2016 | Thiếu tướng, nguyên Viện trưởng Viện Chiến lược và Khoa học Bộ Công an. Nguyên Phó Cục trưởng Cục Chống phản động phụ trách giải quyết vấn đề FULRO ở Tây Nguyên. |
| Phan Văn Lai                                                      | 1930-             | Kinh    | Nam Định                          | 27/01/2016 | Thiếu tướng, nguyên Chánh Thanh tra Bộ Công an, nguyên Phó Tổng cục trưởng Tổng cục Xây dựng lực lượng. |
| Mai Xuân Vĩnh                                                     | 1931-             | Kinh    | Quảng Bình                        | 18/02/2017 | Phó Đô đốc, nguyên Tư lệnh Quân chủng Hải quân (1993-2000), nguyên Trung đội trưởng, Đại đội 88, Tiểu đoàn 436, Trung đoàn 101, Sư đoàn 325, Quân đoàn 2. |
| Võ Bẩm                                                            | 1915-2008         | Kinh    | Quảng Ngãi                        | 18/02/2017 | Thiếu tướng, nguyên Phó Chủ nhiệm Ủy ban Thanh tra Quân đội, Tư lệnh đầu tiên của Đoàn 559 - Bộ đội Trường Sơn. |
| Lê Xy                                                             | 1924-2004         | Kinh    | Hà Tĩnh                           | 18/02/2017 | Đại tá, nguyên Phó Chủ nhiệm Tổng cục Hậu cần, nguyên Chính ủy Bộ Tư lệnh Trường Sơn. |
| Nguyễn Mạnh Quân                                                  | 1923-1988         | Kinh    | Ninh Bình                         | 2018       | Thương binh hạng A (1/4),Phó tư lệnh Mặt trận tây nguyên, Cục trưởng cục Quân huấn BTTM, Hiệu trưởng trường SQLQ 2 |
| Phan Kim Kỳ                                                       | 1947-1998         | Kinh    | Nghệ An                           | 2018       | Đại đội phó đại đội 3, Tiểu đoàn 172, Trung đoàn tên lửa 64, Sư đoàn Phòng không 361, Quân chủng Phòng không - Không quân Việt Nam, Nghề nghiệp Kỹ sư Thủy Lợi - sở Nông nghiệp & PT Nông thôn tỉnh Nghệ An. |
| Nguyễn Quang Lộc                                                  | 1953              | Kinh    | Phú Thọ                           | 2018       | |
| Nguyễn Ngọc Chiến                                                 | 1953              | Kinh    | Vĩnh Phúc                         | 2018       | |
| Vũ Danh Tòng                                                      | 1947              | Kinh    | Nam Định                          | 2018       | |
| Tiêu Văn Mẫn                                                      | 1935              |         |                                   | 2018       | Trung tướng, Phó tư lệnh chính trị QĐ3 và QK5 |
| Nguyễn Xước Hiện                                                  | 1952              | Kinh    | Phú Thọ                           | 2018       | Có thành tích đặc biệt xuất sắc trong Kháng chiến chống Mỹ |
| Lê Mạnh Hùng                                                      | 1950-             | Kinh    | Thái Bình                         | 30/08/2018 | Đại tá, nguyên Lữ đoàn trưởng Lữ đoàn Đặc công 198. Tham gia chiến đấu lập nhiều thành tích trong các chiến dịch Tây Nguyên, chiến dịch Hồ Chí Minh. |
| Nguyễn Thị Mỹ Nhung (Tám Thảo)                                    | 1932-             | Kinh    | Bắc Ninh                          | 2018       | Thượng úy, giao liên tình báo cụm H63. |
| Nguyễn Quốc Thước                                                 | 1926-             | Kinh    | Nghệ An                           | 26/12/2020 | Trung tướng, nguyên Trung đoàn trưởng Trung đoàn 24A, Phó tham mưu trưởng, Tham mưu trưởng Chiến dịch Tây Nguyên; nguyên Tư lệnh Quân khu 4, nguyên Tư lệnh Quân đoàn 3. |
| Nguyễn Văn Thoát                                                  | ?-1971            |         | Bắc Kạn                           |            | [ 51 ] |
| Nguyễn Văn Tấn                                                    | ?-?               |         | Bắc Kạn                           |            | [ 51 ] |
| Trần Thận                                                         | 1927-2021         | Kinh    | Quảng Nam                         | 07/01/2022 | Nguyên Ủy viên Khu ủy Khu 5, nguyên Bí thư Tỉnh ủy Quảng Nam. |
| Lữ Minh Châu                                                      | 1929-2016         | Kinh    | Cà Mau                            | 07/01/2022 | Nguyên Phó Ban Tài chính đặc biệt (N2683), Trung ương Cục miền Nam. |
| Trần Văn Danh (Ba Trần)                                           | 1923-2003         | Kinh    | Thành phố Hồ Chí Minh             | 07/01/2022 | Thiếu tướng, nguyên Tham mưu phó Bộ Tham mưu Miền. Phó Chủ tịch Ủy ban Quân quản thành phố. Thứ trưởng Bộ Điện lực Việt Nam, Anh hùng Lao động (1990). |
| Hoàng Cầm                                                         | 1920-2013         | Kinh    | Hà Nội                            | 07/01/2022 | Tổng Thanh Tra quân đội (1987-1992), Nguyên Tư lệnh Quân đoàn 4 (1974-1984), Phó tham mưu trưởng Quân giải phóng miền Nam (1970-1974), Sư đoàn trưởng Sư đoàn 9 (1955-1970) |
| Phan Văn Hân                                                      | 1925-1972         | Kinh    | An Giang                          | 07/01/2022 | Liệt sĩ, nguyên Thường vụ Khu ủy Sài Gòn - Gia Định, nguyên Bí thư Phân khu 2, Sài Gòn - Gia Định |
| Trần Xuân Viên (Viễn Chi)                                         | 1919-1999         | Kinh    | Nam Định                          | 07/01/2022 | Nguyên Trưởng đoàn Chuyên gia Công an Việt Nam tại Campuchia, nguyên Thứ trưởng Bộ Công an. |
| Đặng Quân Thụy                                                    | 1928-             | Kinh    | Nam Định                          | 17/10/2023 | Trung tướng, nguyên Chủ tịch Hội Cựu chiến binh Việt Nam, nguyên Phó Chủ tịch Quốc hội Việt Nam, nguyên Chủ nhiệm Ủy ban Quốc phòng và An ninh, nguyên Tư lệnh Quân khu 2. |
| Đặng Kinh                                                         | 1922-2019         | Kinh    | Hải Phòng                         | 17/10/2023 | Trung tướng, nguyên Tỉnh đội trưởng Tỉnh đội Kiến An, nguyên Tư lệnh Quân khu 3, nguyên Phó Tổng tham mưu trưởng. |
| Hoàng Minh Thảo                                                   | 1921-2008         | Kinh    | Hưng Yên                          | 17/10/2023 | Thượng tướng, Giáo sư quân sự, nguyên Tư lệnh Mặt trận Tây Nguyên, nguyên Viện trưởng Học viện Quân sự Cấp cao. |
| Vũ Lăng                                                           | 1921-1988         | Kinh    | Hà Nội                            | 17/10/2023 | Thượng tướng, nguyên Tư lệnh Mặt trận Tây Nguyên, nguyên Tư lệnh Quân đoàn 3, nguyên Giám đốc Học viện Lục quân Đà Lạt. |
| Đặng Vũ Hiệp                                                      | 1928-2008         | Kinh    | Hưng Yên                          | 17/10/2023 | Thượng tướng, nguyên Thứ trưởng Bộ Quốc phòng, nguyên Chủ nhiệm Chính trị, nguyên Chính ủy Mặt trận Tây Nguyên, nguyên Chính ủy Quân đoàn 3. |
| Bùi Văn Tùng                                                      | 1930-2023         | Kinh    | Đà Nẵng                           | 17/10/2023 | Đại tá, nguyên Chính ủy Lữ đoàn xe tăng 203, Quân đoàn 2. Người đã thảo lời đầu hàng không điều kiện cho ông Dương Văn Minh - Tổng thống cuối cùng của chế độ Việt Nam Cộng hòa đọc trên Đài phát thanh vào ngày 30/4/1975. |
| Nguyễn Lương Định                                                 | 1949-2002         | Kinh    | Quảng Bình                        | 17/10/2023 | Trung sĩ, thương binh 1/4, nguyên Tiểu đội trưởng, Đại đội 4, Tiểu đoàn 668, Trung đoàn Đường ống 592, Bộ Tư lệnh Trường Sơn. Người xung phong vác đường ống qua trọng điểm để rà phá bom từ trường, bảo vệ cả Đại đội trên tuyến đánh trọng điểm Pha Bang Nưa, Savanakhet.                                                       |
| Đồng Sĩ Nguyên                                                    | 1923- 2019        | Kinh    | Quảng Bình                        | 13/12/2024 | Trung tướng, Nguyên Uỷ viên Bộ Chính trị, Phó chủ tịch Hội đồng Bộ trưởng, nguyên Bộ trưởng Bộ Giao thông Vận tải, nguyên Thứ trưởng Bộ Quốc phòng, Tư lệnh Binh đoàn Trường Sơn. |
| Hoàng Thế Thiện                                                   | 1922-1995         | Kinh    | Hải Phòng                         | 23/01/2025 | Cấp bậc, chức vụ đề nghị Chủ tịch nước xét truy tặng danh hiệu Anh hùng Lực lượng vũ trang nhân dân: Thiếu tướng, Chính ủy Quân đoàn 4, Bộ Quốc phòng trong Kháng chiến chống Mỹ. Quyết định số 129/QĐ-CTN ngày 23/01/2025 do Chủ tịch nước Cộng hòa xã hội chủ nghĩa Việt Nam Lương Cường ký.                                    |
| Lê Minh Hương                                                     | 1936 - 2004       | Kinh    | Hà Tĩnh                           | 16/08/2025 | Thượng tướng Công an nhân dân Việt Nam, Ủy viên Trung ương Đảng khóa VII, VIII, IX, Ủy viên Bộ Chính trị khoá VIII, khoá IX, cố Bộ trưởng Bộ Công an, Đại biểu Quốc hội các khóa IX, X. |